# Rally Dakar de 2016
El Rally Dakar de 2016 fue la edición 37 de la carrera de rally raid más exigente del mundo, se realizó entre el 3 y el 16 de enero de ese año, con el podio de largada y una etapa prólogo el 2 de enero, por octava vez consecutiva en América del Sur, tras la cancelación de la edición de 2008 en África por amenazas terroristas. La empresa francesa ASO (Amaury Sport Organisation) es la organizadora del Dakar, que en esta oportunidad se disputó en Argentina y Bolivia.
La carrera se disputó en 14 etapas, durante quince días, recorriendo casi 10.000 kilómetros, de los cuales la competencia cronometrada programada fue de  4.331 km para los camiones, 4.589 km para los coches y 4.701 km para las motos y cuatriciclos.
En la categoría coches resultó ganador el francés Stéphane Peterhansel, con Peugeot, quien realizó el recorrido cronometrado en 45:22:10; le siguieron el catarí Nasser Al Attiyah con MINI (+34:58) y el sudafricano Giniel De Villiers con Toyota (+1:02:47).
En la categoría motos resultó ganador el australiano Toby Price con KTM, quien realizó el recorrido cronometrado en 48:09:15; le siguieron el eslovaco Štefan Svitko con KTM (+39:41) y el chileno Pablo Quintanilla con Husqvarna (+48:48).
En la categoría cuatriciclos resultó ganador el argentino Marcos Patronelli con Yamaha, quien realizó el recorrido cronometrado en 58:47:41; le siguieron su hermano Alejandro Patronelli en Yamaha (+5:23) y el sudafricano Brian Baragwanath en Yamaha (+1:41:53).
En la categoría camiones resultó ganador el neerlandés Gérard De Rooy en Iveco, con un tiempo para el recorrido cronometrado de 44:42:03; le siguieron el ruso Airat Mardeev con Kamaz (+1:10:27) y el argentino Federico Villagra con Iveco (+1:40:55).

## Países participantes

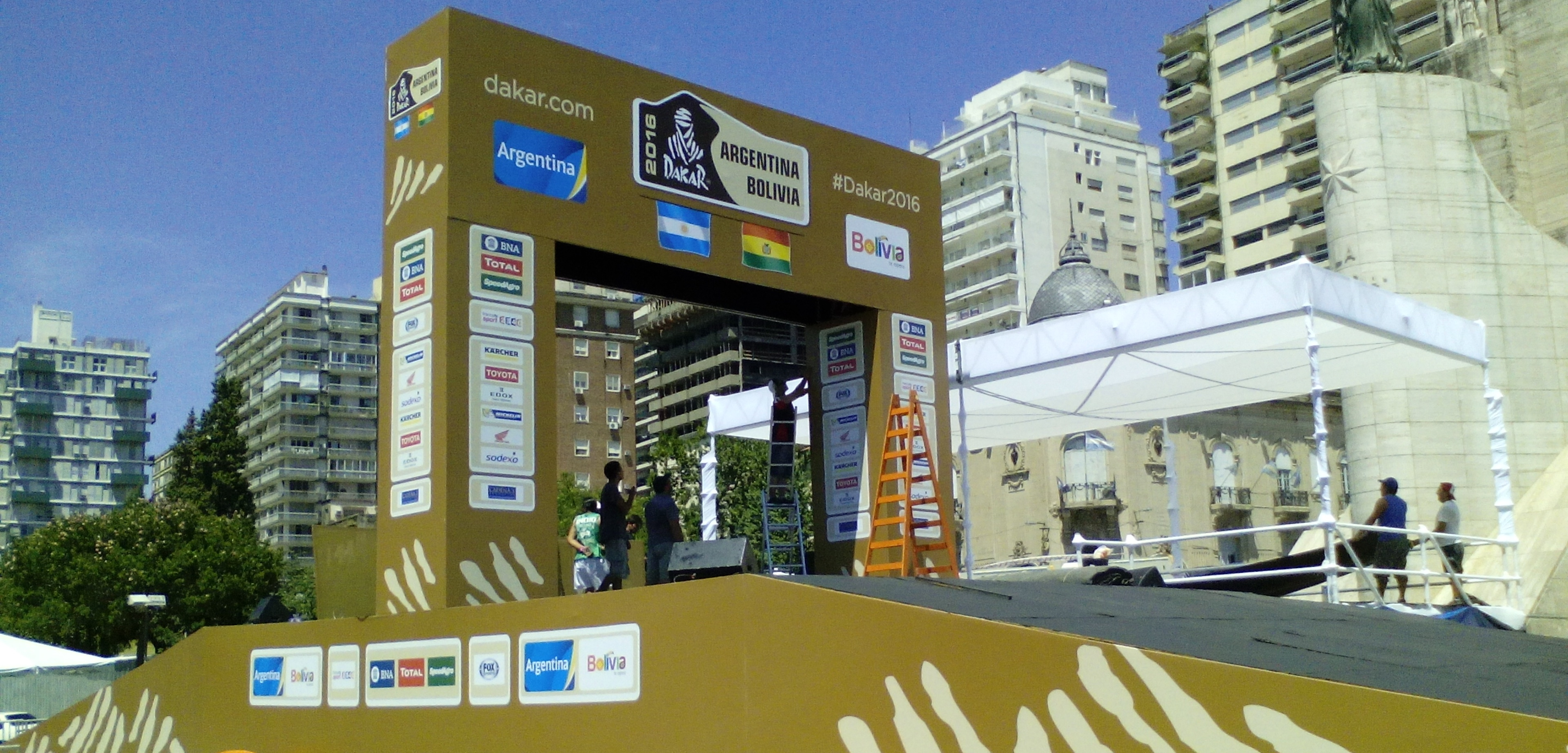
Podio junto al Monumento a la Bandera de la ciudad de Rosario.

Desde que la prueba se disputa en Sudamérica, fue la primera vez que Chile no formó parte de la competencia; en abril de 2015 el gobierno de dicho país anunció que destinaría recursos económicos a la reconstrucción por daños ocasionados por los temporales del norte de Chile de 2015.
El 24 de agosto de 2015, el gobierno del Perú, a través del Ministerio de Comercio Exterior y Turismo, confirmó que se retiraba de la competencia, ya que priorizarían los daños eventuales que les pudiese generar el fenómeno de El Niño.

## Etapas
Recorrido oficial programado entregado por la organización
| Etapa | Fecha           | Desde                                  | Hasta                                  | Motos y Quads                          | Motos y Quads                          | Coches                                 | Coches                                 | Camiones                               | Camiones                               |
| Etapa | Fecha           | Desde                                  | Hasta                                  | km                                     | SS                                     | km                                     | SS                                     | km                                     | SS                                     |
| ----- | --------------- | -------------------------------------- | -------------------------------------- | -------------------------------------- | -------------------------------------- | -------------------------------------- | -------------------------------------- | -------------------------------------- | -------------------------------------- |
| P     | 2 de enero      | Buenos Aires                           | Rosario                                | 346                                    | 11                                     | 346                                    | 11                                     | 346                                    | 11                                     |
| 1     | 3 de enero      | Rosario                                | Villa Carlos Paz                       | 632                                    | 227                                    | 662                                    | 258                                    | 662                                    | 258                                    |
| 2     | 4 de enero      | Villa Carlos Paz                       | Termas de Río Hondo                    | 786                                    | 450                                    | 858                                    | 521                                    | 858                                    | 521                                    |
| 3     | 5 de enero      | Termas de Río Hondo                    | San Salvador de Jujuy                  | 663                                    | 314                                    | 663                                    | 314                                    | 663                                    | 314                                    |
| 4M    | 6 de enero      | San Salvador de Jujuy                  | San Salvador de Jujuy                  | 629                                    | 429                                    | 629                                    | 429                                    | 619                                    | 418                                    |
| 5     | 7 de enero      | San Salvador de Jujuy                  | Uyuni                                  | 624                                    | 327                                    | 624                                    | 327                                    | 624                                    | 327                                    |
| 6     | 8 de enero      | Uyuni                                  | Uyuni                                  | 723                                    | 542                                    | 723                                    | 542                                    | 600                                    | 295                                    |
| 7     | 9 de enero      | Uyuni                                  | Salta                                  | 793                                    | 353                                    | 793                                    | 353                                    | 793                                    | 353                                    |
|       | 10 de enero     | Día de descanso en la ciudad de Salta. | Día de descanso en la ciudad de Salta. | Día de descanso en la ciudad de Salta. | Día de descanso en la ciudad de Salta. | Día de descanso en la ciudad de Salta. | Día de descanso en la ciudad de Salta. | Día de descanso en la ciudad de Salta. | Día de descanso en la ciudad de Salta. |
| 8     | 11 de enero     | Salta                                  | Belén                                  | 766                                    | 393                                    | 766                                    | 393                                    | 766                                    | 393                                    |
| 9     | 12 de enero     | Belén                                  | Belén                                  | 436M                                   | 285M                                   | 396                                    | 285                                    | 396                                    | 285                                    |
| 10    | 13 de enero     | Belén                                  | La Rioja                               | 561                                    | 278                                    | 763                                    | 278                                    | 763                                    | 278                                    |
| 11    | 14 de enero     | La Rioja                               | San Juan                               | 712                                    | 431                                    | 712                                    | 431                                    | 712                                    | 431                                    |
| 12    | 15 de enero     | San Juan                               | Villa Carlos Paz                       | 931                                    | 481                                    | 866                                    | 267                                    | 866                                    | 267                                    |
| 13    | 16 de enero     | Villa Carlos Paz                       | Rosario                                | 699                                    | 180                                    | 699                                    | 180                                    | 699                                    | 180                                    |
| Total | 2 a 16 de enero | Buenos Aires                           | Rosario                                | 9301                                   | 4701                                   | 9500                                   | 4589                                   | 9367                                   | 4331                                   |

- M: Etapa Maratón (sin parque de asistencia).

## Participantes
Participaron un total de 354 vehículos: 136 motos, 45 cuatrimotos, 110 coches y 55 camiones. Destaca la participación del nueve veces campeón del Mundial de Rally, Sébastien Loeb y de Mikko Hirvonen que hicieron su debut en 2016, conduciendo para Peugeot y MINI, respectivamente.
En total participaron 561 competidores,incluidas diez mujeres (tres españolas, tres francesas, dos argentinas, una china y una sueca) en todas las categorías menos en camiones.

### Coches
En la categoría Coches, se inscribieron 110 automóviles. Más de la mitad de los pilotos (65) pertenecieron a Europa (21 franceses, 8 neerlandeses, 6 checos, 5 españoles, 5 italianos, 3 lituanos, 3 polacos, 2 alemanes, 2 británicos, 1 finlandés, 1 húngaro, 1 portugués, 1 ruso), treinta y seis a Sudamérica (16 argentinos, 6 bolivianos, 5 chilenos, 4 brasileños, 2 venezolanos, 1 colombiano, 1 paraguayo, 1 peruano), cinco de África (todos sudafricanos), ocho de Asia (3 chinos, 2 sauditas, 1 catarí, 1 japonés, 1 kazajos) y dos de América del Norte (ambos estadounidenses). No se inscribieron pilotos de Centroamérica, del Caribe ni de Oceanía. 
La mayoría de los coches inscriptos fueron fabricados por la empresa japonesa Toyota (43); el resto se distribuyó entre 23 fabricantes, entre ellos MINI (12), Misubishi (8), Nissan (6), Peugeot (5) y Polaris (5).
Seis mujeres participaron en la categoría: las argentinas Alicia Reina (piloto) y María del Huerto Mattar Smith (copiloto), las francesas Eugenie Decre (copiloto) y Karine Corvaja (copiloto), la china Guo Meiling (piloto) y la sueca Annie Seel (piloto).
Algunos de los principales competidores son:
| Marca                   | N.º | Piloto               | navegante              |
| ----------------------- | --- | -------------------- | ---------------------- |
| Ford                    | 320 | Xavier Pons          | Ricardo Torlaschi      |
| Hummer                  | 326 | Miroslav Zapletal    | Maciej Marton          |
| MINI                    | 300 | Nasser Al-Attiyah    | Matthieu Baumel        |
| MINI                    | 304 | Nani Roma            | Alex Haro              |
| MINI                    | 306 | Erik Van Loon        | Wouter Rosegaar        |
| MINI                    | 310 | Orlando Terranova    | Bernardo Graue         |
| MINI                    | 315 | Mikko Hirvonen       | Michel Périn           |
| MINI                    | 323 | Harry Hunt           | Andreas Schulz         |
| MINI                    | 325 | Adam Malysz          | Xavier Panseri         |
| MINI                    | 351 | Nazareno López       | Sergio Lafuente        |
| Peugeot                 | 302 | Stéphane Peterhansel | Jean-Paul Cottret      |
| Peugeot                 | 303 | Carlos Sainz         | Lucas Cruz             |
| Peugeot                 | 314 | Sébastien Loeb       | Daniel Elena           |
| Peugeot                 | 321 | Cyril Despres        | David Castera          |
| Peugeot                 | 328 | Romain Dumas         | François Borsotto      |
| Renault                 | 317 | Emiliano Spataro     | Benjamín Lozada        |
| Toyota                  | 301 | Giniel de Villiers   | Dirk von Zitzewitz     |
| Toyota                  | 305 | Yazeed Al-Rajhi      | Timo Gottschalk        |
| Toyota                  | 307 | Vladimir Vasilyev    | Konstantin Zhiltsov    |
| Toyota                  | 311 | Bernhard ten Brinke  | Tom Colsoul            |
| Toyota                  | 316 | Ronan Chabot         | Gilles Pillot          |
| Toyota                  | 319 | Leeroy Poulter       | Robert Howie           |
| Toyota                  | 322 | Marek Dabrowski      | Jacek Czachor          |
| Toyota                  | 329 | Martin Prokop        | Jan Tománek            |
| Toyota                  | 357 | Nunzio Coffaro       | Daniel Meneses         |
| Suzuki                  | 354 | Tom Coronel          |                        |
| Gordini                 | 312 | Robby Gordon         | Kellon Walch           |
| Acciona 100% EcoPowered | 369 | Ariel Jatón          | Gastón Daniel Scazzuso |

### Motos
En la categoría motos, por primera vez desde 2005, no se inscribió ninguno de los campeones anteriores, particularmente Cyril Despres (ganador en 2005, 2007, 2010, 2012 y 2013), que se pasó a los autos y Marc Coma (ganador en 2006, 2009, 2011, 2014 y 2015), ahora director deportivo de la competencia. El portugués Paulo Gonçalves y el español Joan Barreda Bort, ambos de Honda, partieron como favoritos a ganar la prueba. 
De las 136 motos inscritas 91 (un 68%) pertenecieron a pilotos provenientes de Europa (25 franceses, 17 españoles, 16 neerlandeses, 10 italianos, 5 checos, 5 portugueses, 3 austríacos, 3 eslovacos, 2 británicos, 2 polacos, 2 suizos, 1 alemán, 1 andorrano, 1 rumano, 1 serbio). A Sudamérica pertenecieron 31 inscriptos (15 argentinos, 6 chilenos, 4 peruanos, 3 bolivianos, 1 brasileño, 1 colombiano, 1 uruguayo, 1 venezolano). A América del Norte pertenecieron 5 inscriptos (todos estadounidenses). De África provienen tres motociclistas (1 marroquí, 1 lesotense, 1 sudafricano). De Asia provinieron dos competidores (1 hindú, 1 japonés). De Centroamérica provino 1 competidor (guatemalteco), al igual que de Oceanía (australiano).
La mayoría de los motociclistas (71) optaron por la empresa austríaca KTM; el resto se repartió en otros nueve fabricantes, principalmente las japonesas Yamaha (21) y Honda (14) y la alemana Husqvarna (16).
Dos mujeres participaron en la categoría: las españolas Rosa Romero Font y Laia Sanz, ambas al mando de motos KTM.
Algunos de los principales competidores fueron: 
| Marca     | N.º | Piloto                  |
| --------- | --- | ----------------------- |
| KTM       | 3   | Toby Price              |
| KTM       | 5   | Štefan Svitko           |
| KTM       | 9   | David Casteu            |
| KTM       | 10  | Olivier Pain            |
| KTM       | 11  | Jordi Viladoms          |
| KTM       | 12  | Laia Sanz               |
| KTM       | 14  | Matthias Walkner        |
| KTM       | 16  | Ivan Jakeš              |
| KTM       | 23  | Gerard Farrés           |
| KTM       | 36  | Juan Carlos Salvatierra |
| KTM       | 49  | Antoine Méo             |
| KTM       | 116 | Christopher Cork        |
| Honda     | 2   | Paulo Gonçalves         |
| Honda     | 6   | Joan Barreda            |
| Honda     | 19  | Michael Metge           |
| Honda     | 22  | Javier Pizzolito        |
| Honda     | 32  | Paolo Ceci              |
| Honda     | 47  | Kevin Benavídes         |
| Honda     | 48  | Ricky Brabec            |
| Yamaha    | 7   | Hélder Rodrigues        |
| Yamaha    | 15  | Frans Verhoeven         |
| Yamaha    | 18  | Alessandro Botturi      |
| Yamaha    | 42  | Adrien van Beveren      |
| Yamaha    | 80  | Manuel Lucchese         |
| Husqvarna | 4   | Pablo Quintanilla       |
| Husqvarna | 8   | Ruben Faria             |
| Husqvarna | 27  | Txomin Arana            |
| Husqvarna | 51  | Pierre Renet            |
| Sherco    | 17  | Juan Pedrero            |
| Sherco    | 20  | Alain Duclos            |

### Quads (Cuatriciclos)
En la categoría cuatriciclos se destacó el regreso de los hermanos argentinos Marcos Patronelli -ausente en la última edición- y Alejandro Patronelli -que no corría desde 2012-, ambos ganadores de dos versiones del Dakar cada uno.
De los 45 competidores inscriptos, la mayoría (30) eran sudamericanos (17 argentinos, 4 peruanos, 2 bolivianos, 2 chilenos, 2 colombianos,1 brasileño, 1 paraguayo y 1 uruguayo), once fueron europeos (3 españoles, 3 franceses, 2 italianos, 1 neerlandés, 1 polaco, 1 ruso), tres son africanos (los tres de Sudáfrica) y uno de Asia (Catar). 
Más de la mitad (24) optó por la empresa japonesa Yamaha, catorce por la canadiense Can-Am y siete por la también japonesa Honda. En la categoría no participaron competidores centroamericanos, caribeños, norteamericanos ni provenientes de Oceanía.
Dos mujeres participaron en la categoría: la francesa Camelia Liparoti (Yamaha) y la española Covadonga Fernández Suárez (Renegade 800).
Algunos de los principales competidores fueron:
| Marca  | N.º | Piloto                    |
| ------ | --- | ------------------------- |
| Yamaha | 250 | Rafał Sonik               |
| Yamaha | 251 | Ignacio Casale            |
| Yamaha | 252 | Marcos Patronelli         |
| Yamaha | 253 | Alejandro Patronelli      |
| Yamaha | 254 | Jeremías González Ferioli |
| Yamaha | 257 | Nelson Sanabria Galeano   |
| Yamaha | 259 | Camelia Liparoti          |
| Yamaha | 264 | Serguéi Kariakin          |
| Yamaha | 265 | Alexis Hernández          |
| Yamaha | 268 | Giuliano Giordana         |
| Yamaha | 272 | Pablo Copetti             |
| Yamaha | 274 | Kevin Baragwanath         |
| Yamaha | 276 | George Twigge             |
| Yamaha | 278 | Juan Carlos Carignani     |
| Yamaha | 290 | Diego Licio               |
| Yamaha | 292 | Marcelo Medeiros          |
| Yamaha | 297 | Enrique Umbert Okumura    |
| Honda  | 255 | Mohammed Abu-Issa         |
| Honda  | 256 | Walter Nosiglia           |
| Honda  | 261 | Daniel Domaszewski        |
| Honda  | 263 | Santiago Hansen           |
| Honda  | 266 | Sebastián Palma           |
| Honda  | 267 | Lucas Bonetto             |
| Honda  | 269 | Kees Koolen               |
| Can-Am | 258 | Daniel Mazzuco            |
| Can-Am | 260 | Franco Picco              |
| Can-Am | 298 | Lucas Zaffi               |

### Camiones
En la categoría camiones, se inscribieron 55 vehículos con tres tripulantes cada uno. Del total de pilotos, cuarenta y siete (85%) pertenecieron a Europa y solo siete al resto del mundo. Los 47 pilotos europeos pertenecían a los Países Bajos (19), Francia (6), República Checa (6), Bélgica (4), Rusia (4), Bulgaria (3), España (2), Alemania (1), Andorra (1), Gran Bretaña (1), Portugal (1). Cuatro pilotos de países del Asia: Japón (2), Arabia Saudita (1) y Kazajistán (1). 
Tres pilotos eran de países de Sudamérica: Argentina (2) y Colombia (1). Los competidores eligieron camiones fabricados por doce fábricas, las cuales se indican a continuación  alemana la  MAN (16), la neerlandesa DAF (8), la italiana IVECO (6), la checa Tatra , la rusa Kamaz (4), la bielorrusa MAZ (3), la francesa Renault trucks (2), la japonesa Hino (2), la neerlandesa Ginaf (3), la checa LIAZ, la sueca Scania (1) y la alemana Mercedes-Benz (1)    . Esta categoría es la única en la que no participó ninguna mujer.
Algunos de los principales competidores fueron:
| Marca | N.º | Piloto            | Copilotos           | Copilotos            |
| ----- | --- | ----------------- | ------------------- | -------------------- |
| Kamaz | 500 | Ayrat Mardeev     | Aydar Belyaev       | Dmitriy Svistunov    |
| Kamaz | 502 | Eduard Nikolaev   | Evgeny Yakovlev     | Vladimir Rybakov     |
| Kamaz | 504 | Andrey Karginov   | Andrey Mokeev       | Igor Leonov          |
| Kamaz | 508 | Dmitry Sotnikov   | Igor Devyatkin      | Ruslan Akhamadeev    |
| Iveco | 501 | Gérard de Rooy    | Darek Rodewald      | Moisès Torrallardona |
| Iveco | 503 | Aleš Loprais      | Ferran Alcayna      | Bernard der Kinderen |
| Iveco | 514 | Federico Villagra | Jorge Pérez Companc | Andrés Memi          |
| Iveco | 516 | Ton Van Genugten  | Anton Van Limpt     | Peter Van Eerd       |
| Iveco | 518 | Pep Vila          | Xavi Colome         | Marc Torres Sala     |
| MAN   | 506 | Hans Stacey       | Serge Bruynkens     | Jan van der Vaet     |
| MAN   | 510 | Peter Versluis    | Marcel Pronk        | Artur Klein          |
| Tatra | 505 | Martin Kolomý     | David Kilián        | René Kilián          |
| Tatra | 521 | Albert Llovera    | Charly Gotlib       | Jaromir Martinec     |
| Ginaf | 520 | Jan Lammers       | Emiel Megens        | Erik Kofma           |
| MAZ   | 507 | Siarhei Viazovich | Pavel Haranin       | Andrei Zhyulin       |

## Incidentes
- El auto N°360 Mini All4Racing, del equipo X-Raid Team, conducido por la piloto china Guo Meiling, sufrió un accidente en el kilómetro 6 del prólogo cerca de la ciudad de Arrecifes, dejando a 10 espectadores heridos.[14]

- La etapa 1, entre Rosario y Villa Carlos Paz, fue suspendida por las intensas lluvias que desbordaron los arroyos que cruzaban los caminos del especial.[15]

- En la etapa 2, el camión N°509 Renault Trucks K520, del equipo Mammoet Rallysport, conducido por el piloto neerlandés Martin van den Brink, resultó completamente destruido por el fuego, al sufrir un recalentamiento en el sistema de frenos.[16]

- En la etapa 4, el piloto francés Pierre Alexandre Renet, sufrió un traumatismo de cráneo al caer de la moto N°51 Husqvarna FR450R, del equipo Rockstar Energy Husqvarna Factory Racing, en el kilómetro 400 del especial, y fue trasladado a un centro asistencial de la ciudad de San Salvador de Jujuy.[17]

- En la etapa 6, el piloto portugués Ruben Faria, sufrió fractura  de muñeca al caer de la moto N.º 8 Husqvarna 450RR, del equipo Rockstar Energy Husqvarna Factory Racing, fue trasladado a un centro asistencial en Bolivia. El piloto chileno Ignacio Casale, sufre fractura de clavícula al volcar el quads N°251 Yahama Raptor 700, del equipo Xraids team, en el kilómetro 369 del especial, y fue trasladado a un centro asistencial.[18] Por otra parte, otro piloto chileno Marco Reinike, sufrió múltiples lesiones al caer de la moto N°113 KTM 450 Rally Replica del equipo Marco Reinike y fue atendido en el Vivac de Uyuni. La camioneta N°311 Toyota Hilux del equipo Overdrive Toyota conducida por el piloto neerlandés Bernhard ten Brinke fue completamente destruida por el fuego debido a un problema mecánico.[19]

- La etapa 7 de motos y cuatriciclos se suspendió en el kilómetro 360 por causa de la impetuosa lluvia que azotó la provincia de Jujuy y que elevó el nivel de los arroyos de manera peligrosa. El piloto austriaco Matthias Walkner, sufrió una fractura de fémur al caer de su moto N.º 14 KTM 450 Rally Replica del equipo RedBull KTM Factory Team,  en el kilómetro 17 del especial.[20] ASO informó del fallecimiento de un espectador de 65 años de edad, quien fue atropellado por el piloto francés Lionel Baud a bordo del auto Mitsubishi Lancer N°409 del equipo FSD Racing/Desert 1, en el kilómetro 82.

- La etapa 9 que comprendía el bucle con salida y llegada a la ciudad de Belén en la Provincia de Catamarca, fue neutralizada al alcanzar el kilómetro 178 debido al efecto del intenso calor en la zona. Las temperaturas llegaron a los 47 °C  y afectó, principalmente, a los pilotos de motos y cuatriciclos.[21] Una persona murió y otras seis resultaron heridas como resultado de un choque múltiple que involucró al camión de asistencia N°660 Mercedes Benz del equipo Proman Desert one y automóvil n°409 un Mitsubishi Lancer del equipo FDS Racing/Desert 1 conducido por el piloto francés Lionel Baud - el mismo que protagonizó una tragedia con un espectador en la etapa entre Uyuni y Salta-. El accidente se produjo en la ciudad de Córdoba, cuando un camión particular embistió al camión de asistencia de Baud -que retornaba a Rosario- y este, arrolló a un Peugeot 505, provocando el fallecimiento del conductor del vehículo.[22]

- Durante el enlace hacia Rosario -en la etapa 13- el auto N.º 312 Chevrolet Gordini conducido por el estadounidense Robby Gordon,chocó contra una camioneta de asistencia de su equipo -Team Speed Gordini- por pasarse comida de un vehículo a otro en la autopista Córdoba-Rosario.[23]

## Desarrollo por etapas

### Prólogo
En esta edición del Dakar se incluyó por primera vez, desde que se corre en Sudamérica,  un prólogo de once kilómetros con el fin de establecer el orden de salida de la primera etapa. Durante el mismo la pilota china Guo Meiling se despistó en Arrecifes atropellando a varios espectadores y dejando diez heridos, tres de ellos de gravedad, que llevó a los organizadores a suspender el cronometraje de la categoría camiones y parte de la categoría de autos.

### Primera etapa
La primera etapa debió correrse el día 3 de enero entre la ciudad argentina de Rosario en la provincia de Santa Fe y la ciudad de Villa Carlos Paz en las Sierras de Córdoba. El mismo día la etapa fue cancelada debido a las pésimas condiciones climáticas que impedían que los vehículos aéreos despegasen, reduciéndose de ese modo las condiciones de seguridad de los pilotos.
El motociclista sudafricano Wessel Bosman declaró que "en mi vida habría imaginado unas condiciones así… Caían mantas de agua. La etapa estaba peligrosísima: el riachuelo más raquítico se había transformado en un río. De celebrarse la especial habría causado estragos. Asumir tantos riesgos el primer día no habría sido razonable.”

### Segunda etapa

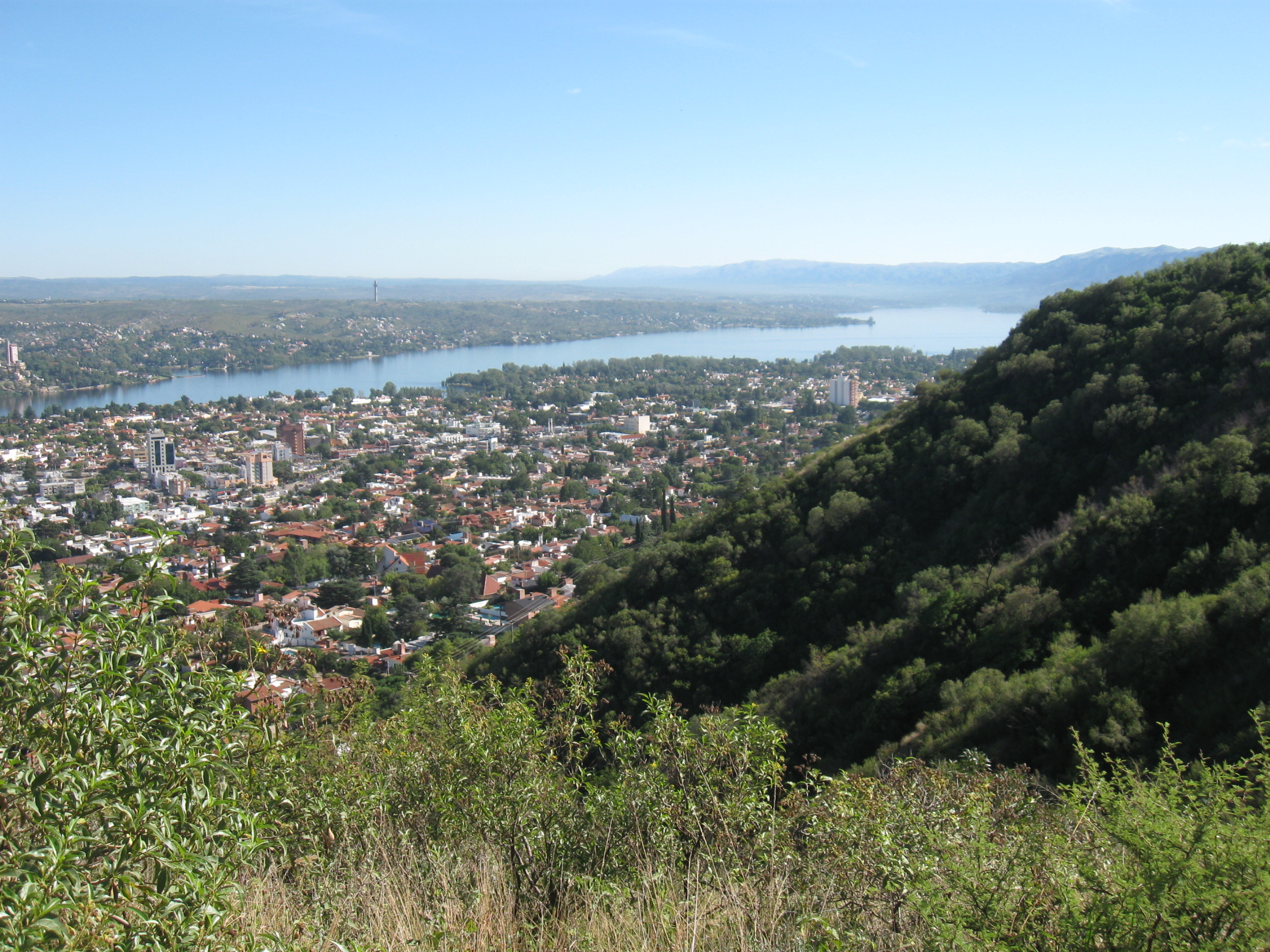
El centro turístico cordobés de Villa Carlos Paz visto desde las sierras en las que está enclavado.

La segunda etapa se corrió el día 4 de enero entre la ciudad de Villa Carlos Paz en las Sierras de Córdoba y la ciudad de Termas de Río Hondo en la provincia de Santiago del Estero, a través de una ruta parcialmente serrana y con escasas dificultades de navegación. La distancia a recorrer fue de 336 kilómetros de enlace para coches, camiones y cuatriciclos y de 316 kilómetros para motos, en tanto que el recorrido especial (cronometrado) fue de 510 kilómetros para coches y camiones y 450 kilómetros para motos y cuatriciclos.
- Coches. El francés Sébastien Loeb -nueve veces campeón mundial pero primera participación en el Dakar- ganó con una considerable ventaja sobre su compatriota Stéphane Peterhansel -segundo en 2014- (02:23), quedando tercero el sudafricano Giniel De Villiers -segundo en 2006, 2011 y 2015- (03:01).[29]

- Motos. El australiano Toby Price completó la etapa prácticamente en el mismo tiempo que el portugués Ruben Faria (+01:02), pero finalmente la ventaja fue mayor porque este último fue penalizado con un minuto. Con escasas décimas de diferencia entraron tercero y cuarto el francés Alain Duclos (+01:53) y el austríaco Matthias Walkner (+01:59).[30]

- Quads. Se impuso con comodidad el chileno Ignacio Casale -campeón de la edición 2014- sacando una ventaja de cuatro minutos al sudafricano Brian Baragwanath, ubicándose tercero el brasileño Marcelo Medeiros (+4:23), quien superó al argentino Alejandro Patronelli -campeón en 2011 y 2012- (+5:06) debido a un castigo de un minuto sufrido por este último.[31]

- Camiones. El neerlandés Hans Stacey -primero en 2007 y varios podios- (+01:12) quedó relegado al segundo lugar al ser penalizado con dos minutos, que le permitió ganar la etapa a su compatriota Pieter Versluis. En tercer lugar llegó el argentino Federico Villagra (+01:56), uno de los dos latinoamericanos inscriptos en la categoría.[32]

### Tercera etapa

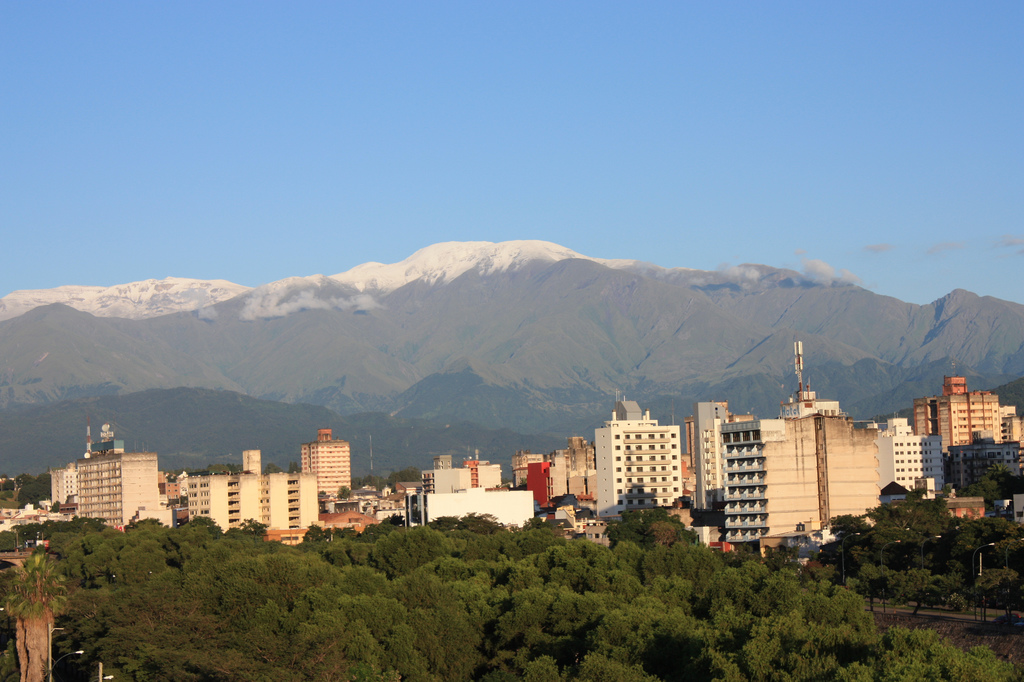
La ciudad de San Salvador de Jujuy a las puertas de la Quebrada de Humahuaca en el extremo norte de Argentina. Pueden verse las cumbres nevadas en pleno verano.

La tercera etapa se corrió el día 5 de enero entre la ciudad santiagueña de Termas de Río Hondo y la ciudad de San Salvador de Jujuy, en el extremo norte de Argentina a 1.259 metros de altura. La distancia a recorrer fue de 350 kilómetros de enlace y 314 kilómetros de recorrido especial (cronometrado).
- Coches. El francés Sébastien Loeb volvió a ganar aumentando su ventaja ahora sobre el sudafricano Giniel de Villiers (05:03), que superó a Peterhansel (05:15) dejándolo tercero en la general.[34] En la etapa se destacó también el catarí Nasser Al-Attiyah quien se ubicó en quinto lugar en la general.[35]

- Motos. Las posiciones cambiaron radicalmente. La etapa fue ganada por el debutante argentino Kevin Benavídes que se ubicó segundo en la general, a 34 segundos del eslovaco Štefan Svitko, que obtuvo el cuarto lugar en la etapa. Con un quinto lugar en la etapa, el español Joan Barreda Bort (+00:46) se ubicó tercero en la general. Seis competidores se mantienen dentro de una diferencia de un minuto y medio.[36]

- Quads. La etapa fue ganada por el sudafricano Brian Baragwanath quien acortó a poco más de dos minutos el tiempo que lo separaba del chileno Ignacio Casale, que salió  segundo en la etapa. Marcelo Medeiros (+07:58) y Alejandro Patronelli (+10:28), mantuvieron sus posiciones, aunque más alejados de la punta.[37]

- Camiones. La etapa fue ganada por el checo Martin Kolomy, mientras que Pieter Versluis se retrasó y salió cuarto, pasando a ser escolta en la general (+00:26). El neerlandés Hans Stacey salió nuevamente segundo, aprovechando para tomar la delantera en la general. El argentino Federico Villagra también repitió su tercer puesto y mantuvo su posición general (+01:21).[38]

### Cuarta etapa

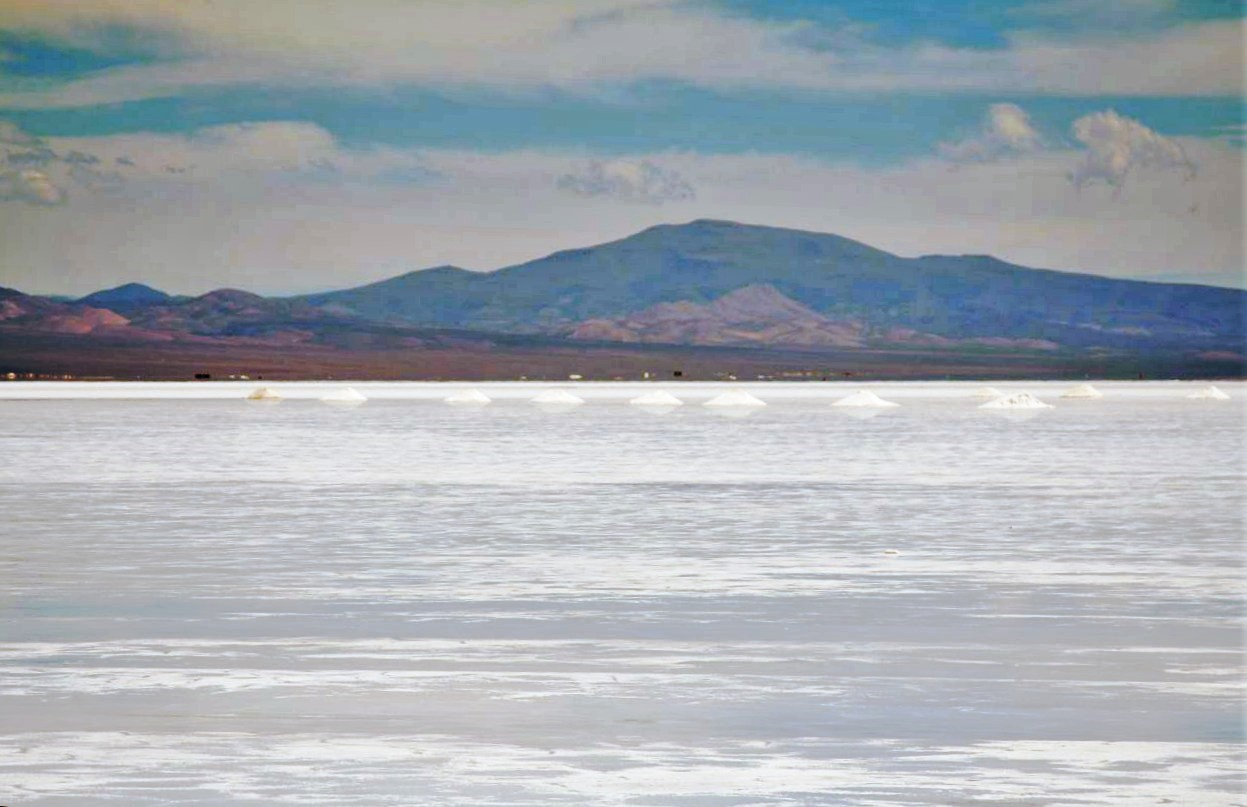
Salinas Grandes (Jujuy, Argentina: 4.000 metros sobre el nivel del mar).

La cuarta etapa se corrió el día 6 de enero a través de un bucle que comenzó y terminó en la ciudad argentina de San Salvador de Jujuy, en el extremo norte de Argentina, atravesando las famosas Salinas Grandes -con una altura máxima de 4.000 metros sobre el nivel del mar. La altura impacta fuertemente sobre los corredores debido al efecto del apunamiento y la grandes amplitudes térmicas con momentos de mucho frío. "Nos hemos congelado" diría el motociclista francés Florent Vayssade. La distancia a recorrer fue de 200 kilómetros de enlace y 429 kilómetros de recorrido especial (cronometrado). Para todas las categorías se trató de una etapa "maratón", denominación utilizada para referirse a una etapa en la que los corredores no pueden ser asistidos por sus equipos técnicos.
- Coches. La etapa fue ganada por Stéphane Peterhansel (+04:48) que recuperó el segundo lugar en la general, descontándole casi medio minuto a Sébastien Loeb, que sigue primero. Nasser Al-Attiyah (+11:09) salió cuarto en la etapa y logró así ubicarse tercero en la general, seguido de cerca por el sudafricano Leeroy Poulter (12:31), el español Carlos Sainz (13:04) -campeón en 2010- y Giniel de Villiers (13:19).[41]

- Motos. Cambió el liderazgo. El portugués Paulo Gonçalves -segundo en 2014- ganó la etapa y pasó a encabezar la competencia. El debutante argentino Kevin Benavídes (+04:26) salió segundo y mantuvo así su posición general. Joan Barreda Bort mantuvo también su tercer lugar en la general, luego de salir cuarto en la etapa.[42]

- Quads. Los líderes quedaron relegados y la etapa fue ganada por el peruano Alexis Hernández, aunque los primeros cinco competidores llegaron con un margen de menos de 40 segundos. En la general el chileno Ignacio Casale aumentó aún más su ventaja en la punta, ubicándose segundo el brasileño Marcelo Medeiros (11:17) y tercero el argentino Alejandro Patronelli (14:08). Cerca detrás de ellos se ubicaron el peruano Alexis Hernández (15:16) y los argentinos Marcos Patronelli (17:41) -campeón en 2010 y 2013- y Jeremías González Ferioli (19:43) -segundo en 2014.[43]

- Camiones. Peter Versluis y Hans Stacey (+00:15) se siguen alternando en la punta, casi sin diferencia. El argentino Federico Villagra (+02:04) mantuvo su lugar en la general, mientras que el neerlandés Gérard De Rooy (+04:59) ganó la etapa y se ubicó cuarto en la general.[44]

### Quinta etapa

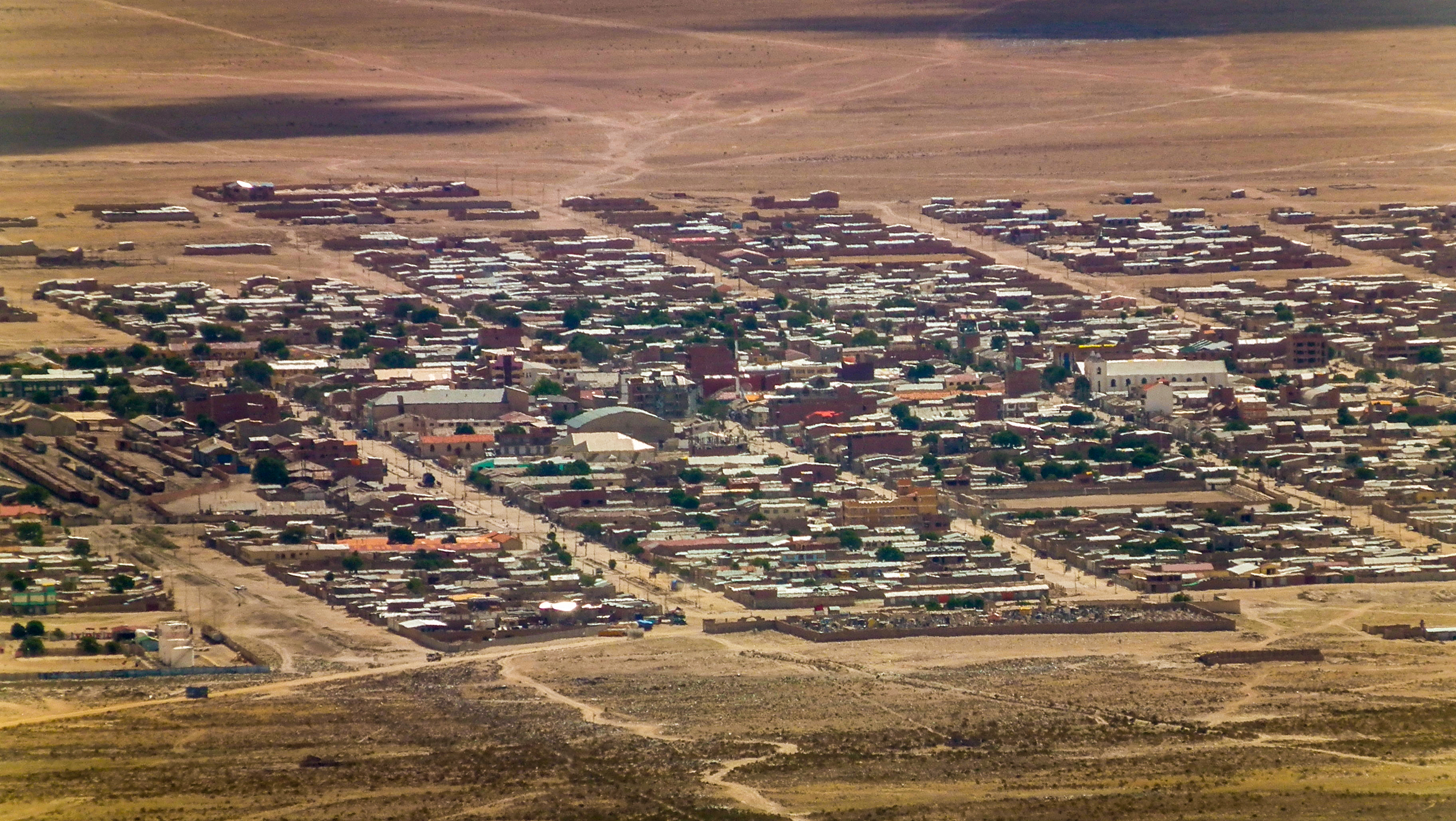
Ciudad boliviana de Uyuni.

La quinta etapa se corrió el día 7 de enero desde la ciudad argentina de San Salvador de Jujuy hasta la ciudad boliviana de Uyuni, trepando al Altiplano o puna andina por la Quebrada de Humahuaca y entrando a Bolivia por Villazón. El circuito va subiendo progresivamente hasta alcanzar una altura máxima en la ruta de 4.580 metros sobre el nivel del mar, el más alto en la historia del Dakar, razón por la cual la altura volvió a ser un factor de alto impacto sobre los corredores debido al efecto del apunamiento y la amplitud térmica. La distancia recorrida fue de 314 kilómetros de enlace y 327 kilómetros de recorrido especial (cronometrado).
- Coches. El dominio siguió siendo de Peugeot con los tres primeros lugares de la general. El francés Sébastien Loeb se quedó con una nueva etapa y consolidó su ventaja en la general con una ventaja de casi ocho minutos sobre su compatriota Stéphane Peterhansel (+07:48). El español Carlos Sainz (+13:26) llegó segundo en la etapa, muy cerca de Loeb y trepó al tercer puesto de la general. El mejor MINI volvió a ser el conducido por el catarí Nasser Al Attiyah quien llegó cuarto en la etapa y sigue cuarto en la general (+14:16).[46][47][48]

- Motos. Tampoco hubo cambios en la punta, a pesar de que el líder Paulo Gonçalves llegó 12º en la etapa. Le siguen el eslovaco Štefan Svitko (+1:45) y el australiano Toby Price (+1:47), que ganó la etapa de punta a punta y que le pisa los talones al segundo. Detrás acechan Joan Barreda Bort y Matthias Walkner.[49][50]

- Quads. La etapa estuvo signada por los abandonos, entre los que se destacan el brasilero Marcelo Medeiros, que marchaba segundo en la general, y el polaco Rafal Sonik, campeón vigente. El desperfecto en el motor del líder de la general Ignacio Casale, cuando marchaba primero en la especial, le hizo perder casi una hora con respecto al ganador de la etapa y nuevo líder de la general, el peruano Alexis Hernández. El argentino Alejandro Patronelli (+0:48) salió tercero en la etapa y se ubicó segundo en la general, muy cerca del puntero. En un segundo pelotón de la general se ubicaron el ruso Serguéi Kariakin (08:35) y los argentinos Marcos Patronelli (+10:15) y Jeremías González Ferioli (+11:09).[46][51][52][53]

- Camiones. El argentino Federico Villagra tomó la punta de la clasificación general al salir tercero, debido al retraso de los neerlandeses Pieter Versluis (+00:05) y Hans Stacey (+00:21), que lo escoltan separados por una mínima diferencia. La etapa fue ganada por el ruso Eduard Nikolaev (+11:20).[54][55]

### Sexta etapa

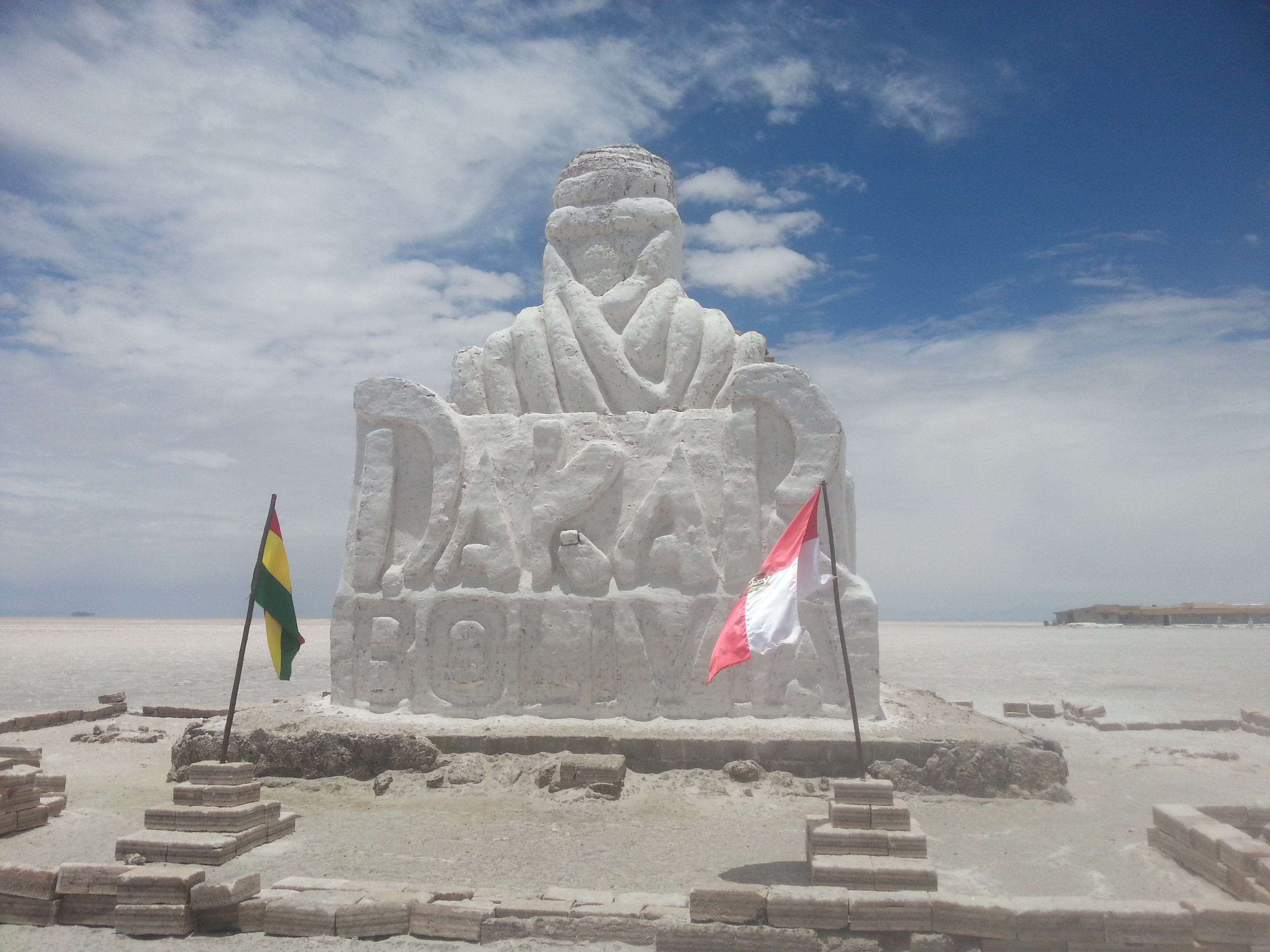
Estatua de sal con motivo del Dakar, realizada en el Salar de Uyuni (Uyuni, Bolivia: 4.750 metros sobre el nivel del mar).

La sexta etapa se corrió el día 8 de enero. La ruta fue un bucle con largada y llegada en la ciudad boliviana de Uyuni, bordeando el enorme Salar de Uyuni primero y luego el Salar de Coipasa. Todo el circuito fue trazado por encima de los 3.700 metros sobre el nivel del mar, con un punto máximo de 4.200 metros, incidiendo nuevamente el apunamiento o soroche. La distancia fue la más extensa de toda la competencia: los camiones debieron recorrer 304 kilómetros de enlace y 295 kilómetros de recorrido especial (cronometrado), mientras que las tres restantes categorías debieron recorrer 180 kilómetros de enlace y 542 kilómetros de recorrido especial.
- Coches. Luego de liderar durante todas las etapas, el francés Sébastien Loeb (+00:27) fue superado en este especial por su compatriota y compañero de equipo Stéphane Peterhansel, que tomó la delantera en la clasificación general por 27 segundos. En tercer lugar llegó el español Carlos Sainz (+05:55) preservando su tercer lugar en la general y acercándose a los dos punteros. Peugeot consolidó su dominio con los tres primeros lugares de la competencia general. El mejor MINI siguió siendo el del catarí Nasser Al Attiyah pero a más de 10 minutos del tercero.[57][58]

- Motos. La etapa fue ganada por el australiano Toby Price (+00:35), quien ahora se puso segundo en la general a sólo 35 segundos del puntero el portugués Paulo Gonçalves, que salió tercero en este tramo. El austríaco Matthias Walkner (+02:50) realizó una buena carrera para salir escolta y subió al tercer puesto en la general. Al pelotón de punta le sigue de cerca el eslovaco Štefan Svitko (+05:17), que se vio superado en la general por Price y Walkner. Más atrás se ubicaron el chileno Pablo Quintanilla (+15:10), el portugués Hélder Rodrigues (+20:12) y el argentino Kevin Benavídes (+21:04).[59][60] El español Joan Barreda Bort que marchaba cuarto, perdió una hora por un desperfecto en el motor, precisamente en la misma zona en la que el año pasado le pasó lo mismo.[61] Varios motociclistas debieron abandonar por lesiones como el portugués Ruben Faria (fractura de muñeca), el sudafricano Wessel Bosman, el eslovaco Ivan Jakes y el francés Eric Croquelois.[62]

- Quads. Los hermanos argentinos Marcos Patronelli (+02:48) y Alejandro Patronelli salieron primero y segundo en la etapa y pasaron a liderar también la competencia general con el último adelante por casi tres minutos. En tercer lugar de la general se ubicó el ruso Serguéi Kariakin (+05:32). Bastante más lejos del pelotón de punta quedó en cuarto lugar el peruano Alexis Hernández (+21:01) -quien era líder antes de esta etapa-, seguido de cerca por el argentino Jeremías González Ferioli (+24:59).[63][64] Cómo en la anterior etapa, volvieron a producirse importantes abandonos como el del chileno Ignacio Casale -que había liderado la competencia en las primeras tres etapas- afectado por una fractura de clavícula.[65]

- Camiones. La punta de la general continuó cambiando de mano. La etapa fue disputada palmo a palmo entre los neerlandeses Hans Stacey y Gerard De Rooy (+00:07), quedando finalmente para el primero por apenas siete décimas de segundo. Con este resultado Stacey volvió a liderar el rally por una pequeña diferencia sobre su compatriota Pieter Versluis (+00:59). En tercer lugar quedó el argentino Federico Villagra (+04:05), seguido a su vez por Gérard De Rooy (+05:36).[66][67]

### Séptima etapa

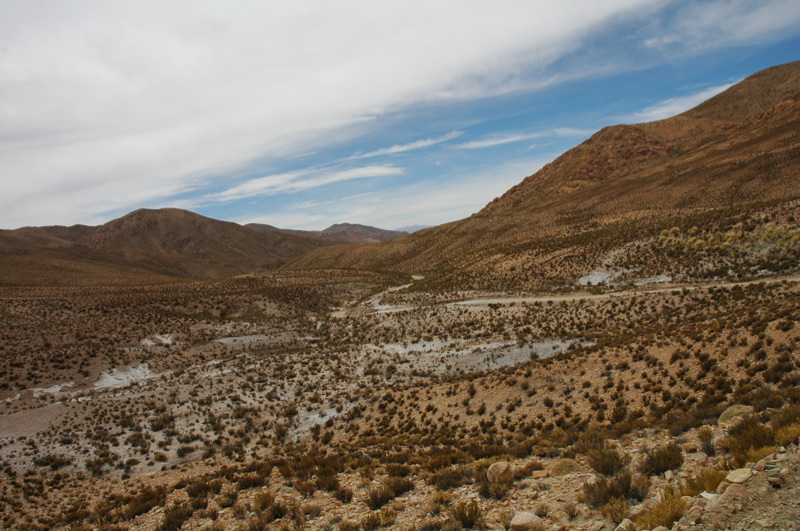
Cercanías de Abra Pampa (3.500 m) llamada "la Siberia argentina". Las lluvias torrenciales y la crecida repentina de los ríos de montaña en Abra Pampa obligaron a detener allí la competencia de motos.

La séptima etapa se corrió el día 9 de enero retornando de Bolivia nuevamente a la Argentina. Tuvo dos recorridos especiales (cronometrados), uno en territorio boliviano de 230 km con llegada cerca de Tupiza y otro en territorio argentino (jujeño) de 106 kilómetros con llegada cerca de Purmamarca. Ambos, separados por un enlace de 80 kilómetros, para realizar el paso entre ambos países por las poblaciones fronterizas de Villazón-La Quiaca, a 3.400 metros de altura. Fuertemente afectado por las lluvias, el recorrido atravesó varios ríos crecidos y los competidores siguieron afectados por la altura y el soroche. En total los competidores  recorrieron 817 kilómetros (336 especiales) hasta llegar a la ciudad argentina de Salta (1187 m) donde descansarian un día.
- Coches. El español Carlos Sainz ganó su primera etapa y el francés Sébastien Loeb recuperó la punta de la clasificación general luego de llegar en segundo lugar, mientras que Stéphane Peterhansel llegó cuarto. De este modo Peugeot mantuvo los tres primeros lugares de la general con Loeb en punta, seguido por Peterhansel (+02:22) y Sainz (+04:50). El mejor MINI siguió siendo el del catarí Nasser Al Attiyah, que logró salir tercero en la etapa, pero que continúa a más de 10 minutos del tercero en la general.[71][72]

- Motos. La competencia en esta categoría fue acortada como consecuencia de las lluvias torrenciales y el caudal que alcanzaron súbitamente los ríos de montaña en Abra Pampa -una zona conocida como "la Siberia argentina" ubicada en la provincia argentina de Jujuy-, que hizo imposible el cruce para varias motos por la crecida de un río.[73] La etapa fue ganada entonces por el francés Antoine Méo, superando al argentino Kevin Benavídes y al portugués Paulo Gonçalves, que llegaron casi pegados. Por su parte abandonaron el austríaco Matthias Walkner -con fractura de fémur- y el español Joan Barreda Bort. Con estas peripecias la general sigue liderada por Gonçalves seguido de Price (+03:12), pero ahora el tercer lugar lo ocupa el eslovaco Štefan Svitko (+09:24), seguido a distancia por el chileno Pablo Quintanilla (+18:06), el argentino Kevin Benavídes (+21:01) y Antoine Méo (21:06).[74][75]

- Quads. La etapa fue ganada por el argentino Lucas Bonetto, seguido por su compatriota Pablo Copetti y el boliviano Walter Nosiglia, ambos a menos de un minuto. Pero el resultado de la etapa no cambió la situación en la clasificación general que sigue liderada por los hermanos argentinos Alejandro Patronelli y Marcos Patronelli (+03:36), siendo el tercer lugar para el ruso Serguéi Kariakin (+07:51). Bastante más lejos del pelotón de punta avanzó al cuarto lugar el argentino Jeremías González Ferioli (+26:03), seguido de cerca por el peruano Alexis Hernández (+27:09) y el boliviano Walter Nosiglia (+30:59).[76][77]

- Camiones. La punta sigue cambiando de mano en esta categoría. La etapa fue ganada por el ruso Eduard Nikolaev, lo que le permitió al neerlandés Pieter Versluis retomar la punta de la clasificación general, por primera vez con una luz significativa sobre el resto. En segundo lugar de la general marcha ahora el neerlandés Gerard De Rooy (+05:31). A distancia le sigue un pelotón de cuatro camiones: el ruso Airat Mardeev (+10:48), su compatriota Nikolaev (+10:54), el neerlandés Hans Stacey (+11:28) y el argentino Federico Villagra (+15:35).[78][79]

### Octava etapa

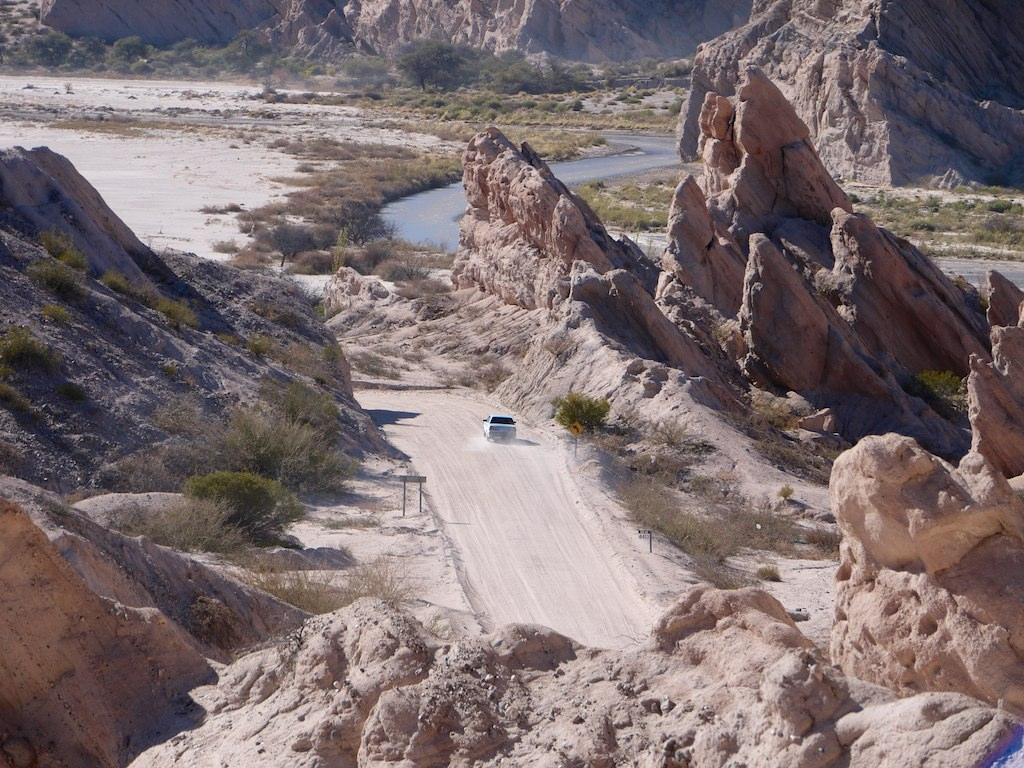
Quebrada de Las Flechas (Salta) sobre la Ruta Nacional 40 en las cercanías de Cachi.

Luego de un día descanso en la ciudad de Salta, la octava etapa se corrió el lunes 11 de enero, con llegada en la ciudad de Belén en la provincia de Catamarca, unidas ambas ciudades por la Ruta Nacional 40 que bordea la Cordillera de los Andes a todo lo largo del país. El trayecto tuvo dos recorridos especiales (cronometrados), uno cerca de la población salteña de Cachi y el otro antes de llegar a Belén a través de la Sierra de Quilmes. El cambio fue notable para los corredores, que dejaron atrás las grandes alturas del altiplano, las lluvias y las extremas amplitudes térmicas, para enfrentar zonas desérticas, enormes dunas y temperaturas que pueden superar los 50 °C.
- Coches. Importantes cambios. Por primera vez en la competencia Peugeot perdió una etapa, que fue ganada por el MINI del catarí Nasser Al Attiyah, quien superó por poco al español Carlos Sainz y al francés Stéphane Peterhansel, mientras que Sébastien Loeb -líder hasta ese momento y nueve veces campeón mundial de rally- volcó y perdió más de una hora, bajando al octavo lugar.[81] Con este resultado Peterhansel pasó a la punta de la clasificación general, seguido de cerca por Sainz (+02:09) y bastante más lejos por Al Attiyah (+14:43). Mucho más atrás quedaron el finlandés Mikko Hirvonen (+36:42), el sudafricano Leeroy Poulter (+49:32) y el saudí Yazeed Alrahi (+54:19).[82][83] Luego de finalizada la etapa se abrió una investigación, debido a una denuncia del Equipo MINI, sobre una posible carga prohibida de combustible por parte del líder Stéphane Peterhansel, que de resultar adversa le significaría una seria sanción.[84]

- Motos. En una etapa con muchas dunas o médanos, el australiano Toby Price ganó la etapa con comodidad y se colocó primero en la clasificación general, quedando el portugués Paulo Gonçalves (+02:05) relegado al segundo lugar. Las demás posiciones se mantuvieron sin grandes cambios: el eslovaco Štefan Svitko (+14:14) preservó el tercer lugar, seguido a distancia por el chileno Pablo Quintanilla (+21:26), el argentino Kevin Benavídes (+25:55), el francés Antoine Méo (28:44) y el portugués Hélder Rodrigues (+30:51).[85][86]

- Quads. La etapa fue ganada por el argentino Marcos Patronelli, seguido de su hermano Alejandro Patronelli y el peruano Alexis Hernández. De este modo los hermanos Patronelli se consolidaron con amplitud en la punta de la clasificación general, alternándose el liderazgo, con una ventaja de Marcos sobre Alejandro de apenas 2 minutos (+02.06). Hernández (+32:50) trepó a la tercera posición, postergando al cuarto lugar al ruso Serguéi Kariakin (+43:56), a quien se acercó el argentino Jeremías González Ferioli (+46:17).[87][88]

- Camiones. La punta siguió cambiando de mano en esta categoría. La etapa la ganó el neerlandés Gerard De Rooy quien así tomó la punta de la general con un margen importante, quedando ahora segundo Eduard Nikolaev (+07:58), debido a la queda del hasta entonces líder, el neerlandés Pieter Versluis (13:29) que retrocedió al tercer lugar. Detrás sólo quedaron dentro de la hora el ruso Airat Mardeev (+22:21) y el neerlandés Ton Van Genugten (+41:03).[89][90]

### Novena etapa

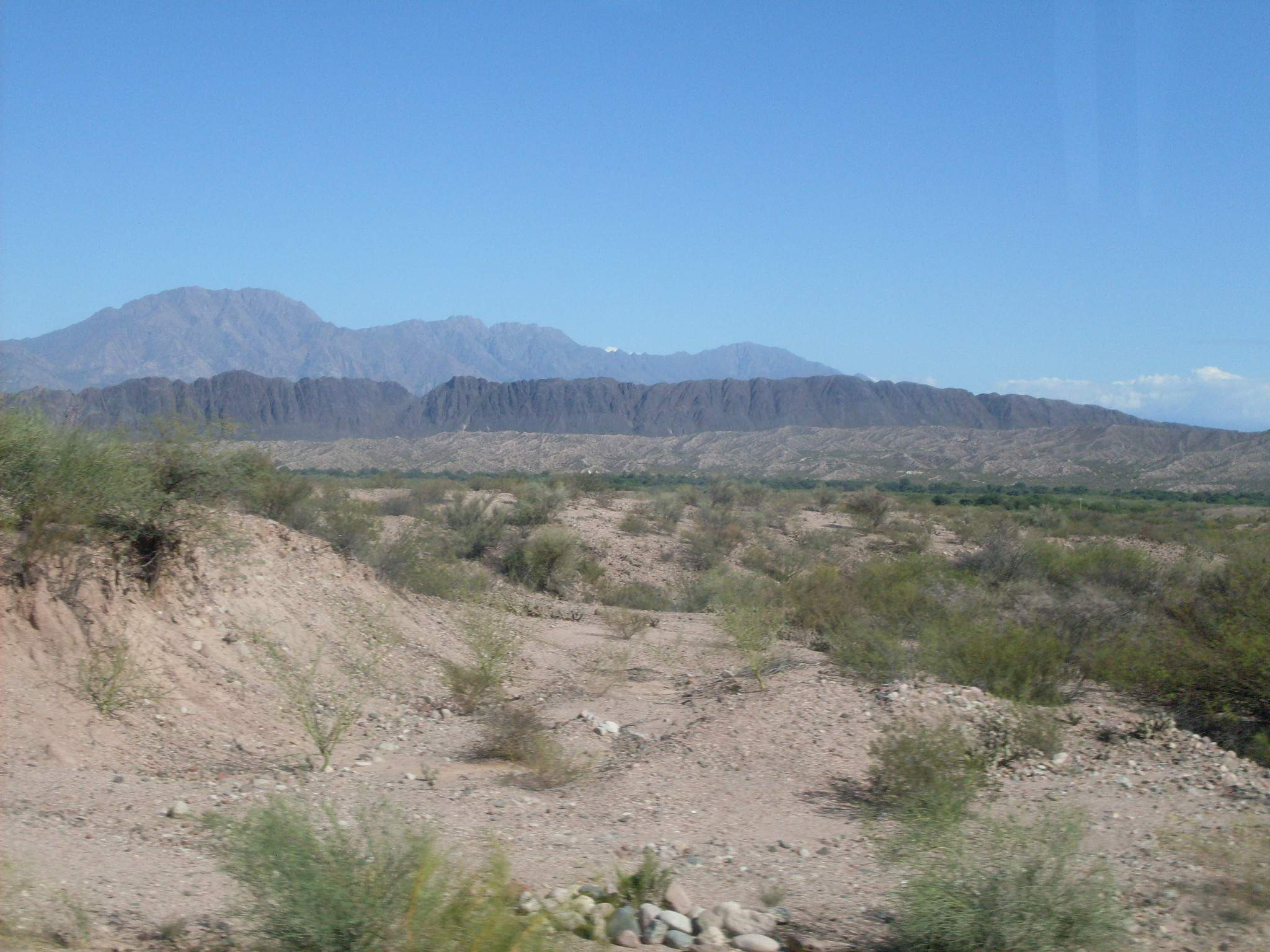
El Cerro Negro, en el sur de la provincia de Catamarca, lugar de llegada de la etapa especial.

La novena etapa se corrió el día 12 de enero, a través de un recorrido especial (cronometrado) de 212 km, con largada en el área de Andalgalá, atravesando el Departamento Pomán, pasando por los medanales del Bolsón del Salar de Pipanaco -cerca de Tucumanao- para finalizar en las proximidades de Cerro Negro. Se trata de una gran región desértica, muy calurosa donde se suelen alcanzar temperaturas extremas, casi sin caminos trazados. Para motos y cuadriciclos la etapa fue considerada como "maratón", lo que significa que no podían recibir ayuda de sus equipos técnicos. Por esa razón al terminar la etapa, los coches y camiones regresaron al vivac de Belén, mientras que las motos y cuatriciclos debieron continuar hasta el vivac instalado en Fiambalá.
- Coches. El español Carlos Sainz (Peugeot) ganó la etapa seguido de los MINI del neerlandés Erik Van Loon y el finlandés Mikko Hirvonen, mientras que el Peugeot del francés Stéphane Peterhansel llegó bastante retrasado en el 7º lugar. Con estos resultados pareció finalizado el dominio completo que traían los Peugeot hasta la sexta etapa, pero simultáneamente Sainz tomó la punta de la clasificación general, con una ventaja de siete minutos sobre su compañero de equipo Peterhansel (+07:02) -quien tiene pendiente un reclamo en contra- y de catorce minutos sobre el MINI del catarí Nasser Al Attiyah (+14:38). Hirvonen (+34:50) se ubicó cuarto, seguido a distancia por tres Toyota (Di Villiers, Alrahji y Poulter) y dos MINI (Van Loon y Roma).[92][93] La clasificación final quedó esperando la decisión de los organizadores sobre la denuncia contra Peterhansel.[84]

- Motos. La competencia entre las motos debió ser suspendida por el calor, considerándola finalizada según la llegada al punto de control n.º 2 (CP2). El australiano Toby Price volvió a ganar consolidando su liderazgo en la clasificación general, ya que el único seguidor cercano que tenía, el portugués Paulo Gonçalves tuvo problemas con el radiador y llegó al vivac remolcado por el italiano Paolo Ceci. A pesar del contratiempo el portugués bajó al tercer lugar y Štefan Svitko pasó al segundo lugar. Mucho más lejos, las siguientes cinco posiciones fueron: cuarto el chileno Pablo Quintanilla (+38:41), quinto y adelantando un lugar el francés Antoine Méo (42:08), sexto perdiendo un lugar el argentino Kevin Benavídes (+48:03) y séptimo el portugués Hélder Rodrigues (+50:03).[94][95]

- Quads. La etapa fue ganada por Pablo Copetti, que lideró un podio argentino al ser escoltado por Alejandro Patronelli y Marcos Patronelli. De este modo los hermanos Patronelli continuaron consolidando su posición en la punta de la general, con una ventaja de Marcos de poco más de un minuto sobre su hermano Alejandro (+01:13) y ampliando la diferencia con el tercero, el peruano Alexis Hernández (+40:09). Cuarto se ubicó el argentino Jeremías González Ferioli (+50:48), quien superó al ruso Serguéi Kariakin (+1:05:49).[96][97]

- Camiones. Volvió a ganar el neerlandés Gerard De Rooy quien se consolidó en la punta de la general sobre el ruso Eduard Nikolaev (+27:12), también consolidado en el segundo lugar. El cambio se produjo en el tercer lugar, al que volvió a acceder el argentino Federico Villagra (+41:24), seguido de cerca por el neerlandés Pieter Versluis (44:00), el neerlandés Ton Van Genugten (+45:02) y el ruso Airat Mardeev (+51:49).[98][99]

### Décima etapa

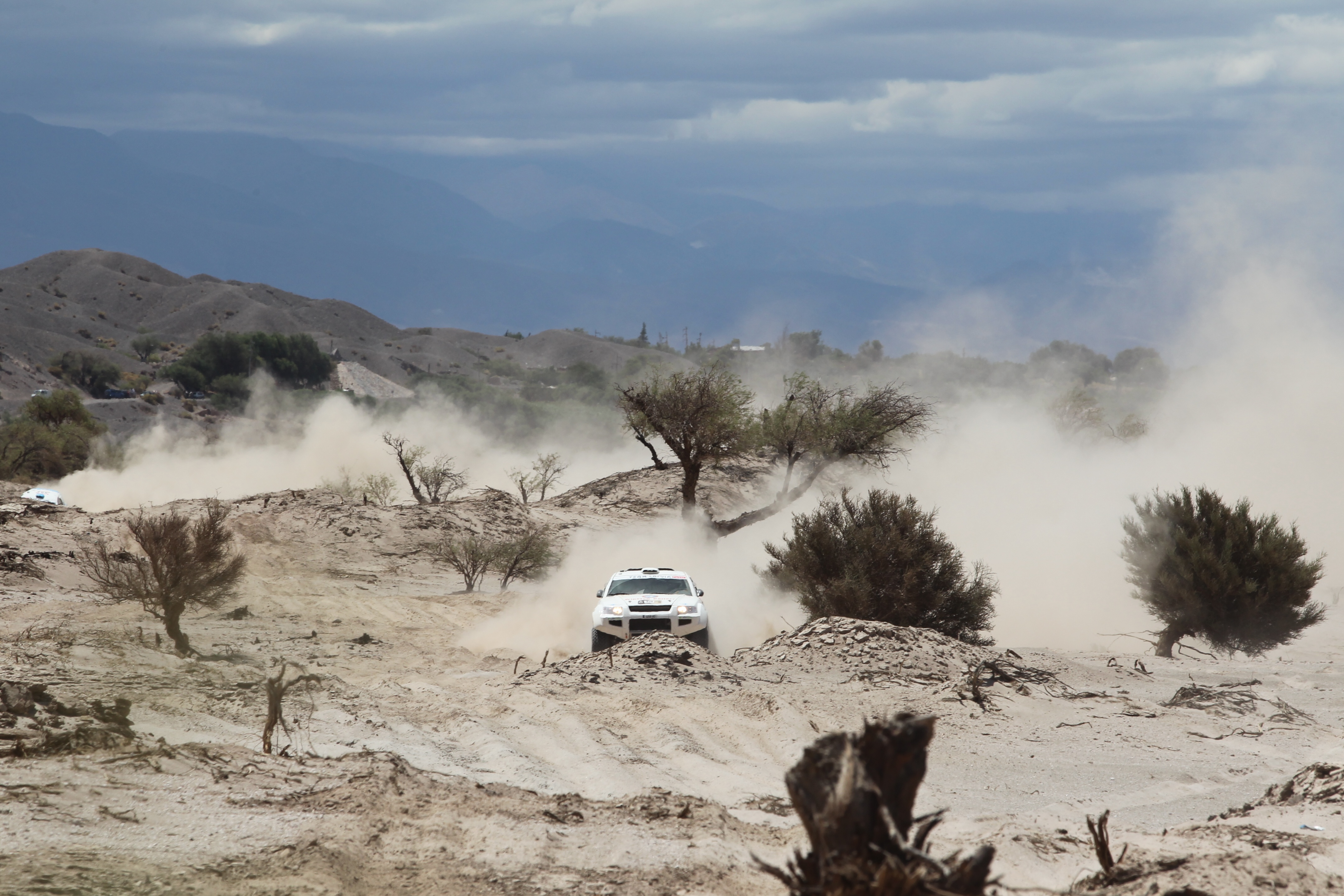
Arena fesh-fesh en las famosas dunas de Fiambalá, entre las que se encuentra la Duna Federico Kirbus (1200 m), la más alta del mundo. La foto corresponde al Dakar 2012.

La décima etapa se corrió el día 13 de enero, a través de un recorrido especial (cronometrado) de 278 km para coches, motos y cuadriciclos, y de 431 km para camiones. La largada se ubicó a pocos kilómetros al norte de Fiambalá, atravesando la zona de sus famosas dunas (Saujil, Medanitos  y Tatón). Debido a las lluvias y la crecida súbita de un río, la competencia se detuvo en el último punto de control (CP5), antes de ingresar a la Ruta de los Seismiles (debido a la altura de que alcanzan allí varios picos). Al terminar el recorrido especial los vehículos debieron recorrer más de 300 km por las rutas nacionales 60 y 75, hasta llegar a La Rioja. Como el día anterior, se trató de una gran región desértica, muy calurosa con temperaturas extremas, casi sin caminos trazados.
- Coches. Etapa complicada. Peugeot volvió a dominar con el triunfo en la etapa del francés Stéphane Peterhansel, escoltado por su compañero de equipo y compatriota Cyril Despres, pero el hasta ese momento líder de la general, el español Carlos Sainz tuvo un problema mecánico que lo llevó esa noche a tomar la decisión de abandonar, mientras Sebastien Loeb seguía muy retrasado. Los MINI por su parte también se vieron retrasados y el tercer y cuarto puesto de la etapa fueron para Toyota (De Villiers) y Century (Corbett). Con estos resultados la clasificación general vuelve a modificarse. Primero cómodo Peterhansel -absuelto de la denuncia en primera instancia, pero aún restaba definir la apelación-, con una hora de ventaja ahora sobre el MINI del quatarí Nasser Al Attiyah (+1:00:00), que casi queda fuera de competencia al volcar. En tercer lugar se coloca el Toyota del francés Giniel De Villiers (+1:12:31), en cuatro lugar el MINI del finlandés Mikko Hirvonen (+1:23:51) y en quinto lugar el Toyota del sudafricano Leeroy Poulter (+1:33:58). Más atrás el francés Cyril Despres (+1:50:07), era seguido muy cerca por el español Nani Roma (+1:50:25).[101][102] Con respecto a las mujeres, de las tres que largaron solo quedaba en competencia la aficionada argentina Alicia Reina, ocupando la 68.ª posición.[103]

- Motos. En esta etapa los líderes quedaron algo retrasados. El ganador fue el eslovaco Štefan Svitko seguido del argentino Kevin Benavídes. En la clasificación general las posiciones no cambiaron. El australiano Toby Price mantuvo cómodamente su lugar en punta con más de 23 minutos de ventaja sobre Svitko (+23:12), el portugués Paulo Gonçalves (+34:15), el chileno Pablo Quintanilla (+42:49), el francés Antoine Méo (44:04), el argentino Kevin Benavídes (+45:10) y séptimo el portugués Hélder Rodrigues (+56:17).[104][105] Al finalizar el día Gonçalves fue penalizado con una demora de 50 minutos, que hizo avanzar a Quintanilla al tercer puesto, seguido de Méo (4º), Benevídes (5º) y Rodríguez (6º).[106]

- Quads. La etapa fue ganada por el sudafricano Brian Bragwanath, seguido de cerca por los hermanos Patronelli. De este modo los argentinos Marcos Patronelli y Alejandro Patronelli (+00:01:32), ampliaron la ventaja a más de una hora sobre el también argentino y ahora tercero en la general Jeremías González Ferioli (+01:34:54), con el ruso Serguéi Kariakin (+01:35:49) pisándole los talones y un poco más atrás Bragwanath (+01:41:38).[107][108]

- Camiones. La etapa la ganó el neerlandés Pascal De Baar, con su compatriota Gerard De Rooy a solo dos minutos. De Rooy tomó una cómoda ventaja en la general de más de una hora sobre sus dos siguientes competidores, el ruso Airat Mardeev (+01:15:19) y el argentino Federico Villagra (+01:32:47). El resto se mantenía a más de dos horas del puntero.[109][110]

### Undécima etapa

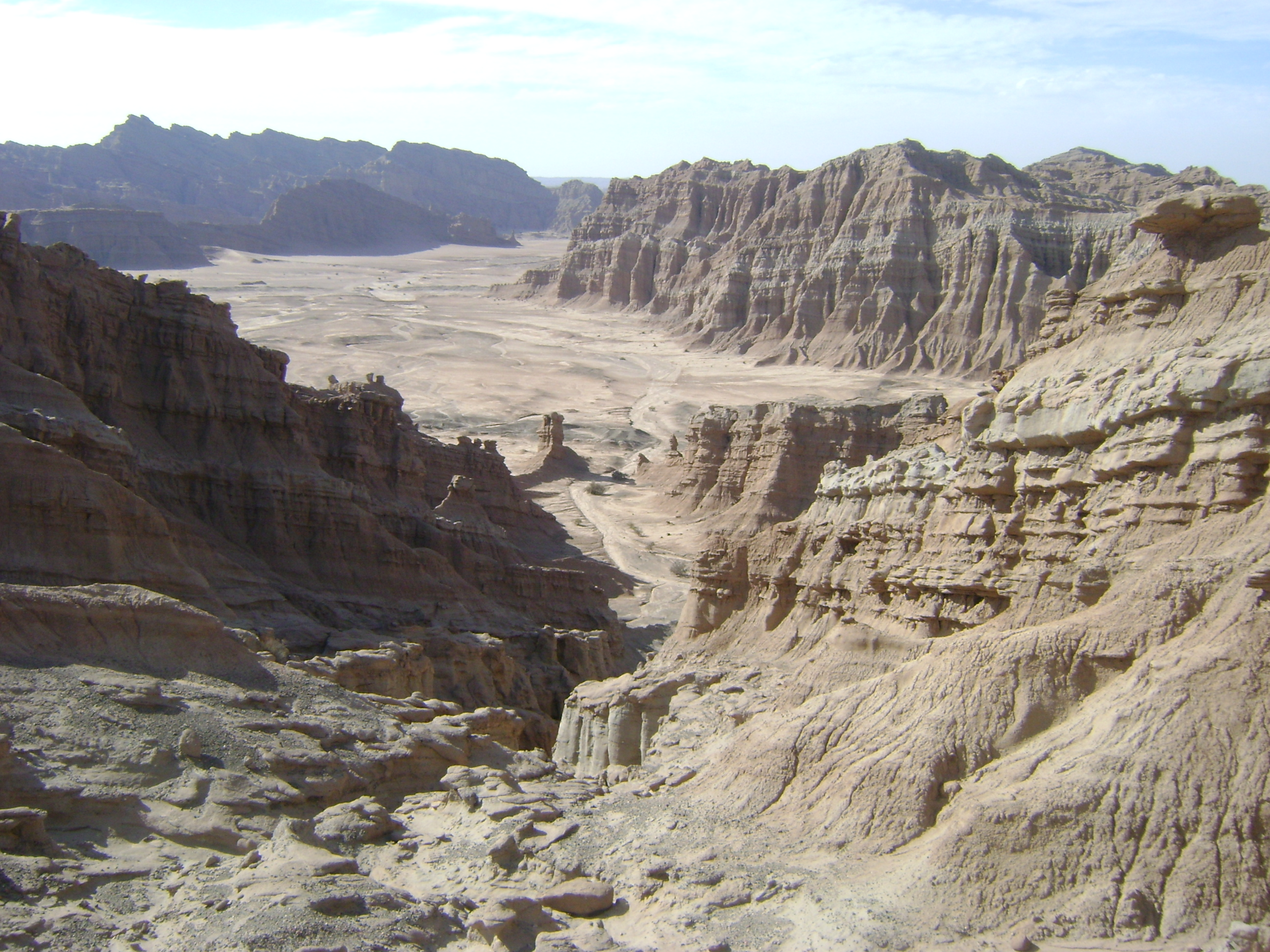
Sierras de Mogna en el desierto sanjuanino.

La undécima etapa se corrió el día 14 de enero, a través de un largo recorrido especial (cronometrado) de 431 km para todas las categorías. La largada se ubicó sobre la Ruta Nacional 150 o Ruta escénica 150, inmediatamente después del ingreso al célebre Parque provincial de Ischigualasto, conocido como el Valle de la Luna. El circuito fue establecido en una amplia zona desértica mayoritariamente ubicada en el Departamento Jáchal, con muy pocos caminos trazados, atravesando la Cuesta de Huaco, el pueblo abandonado de Tucunuco y Mogna, para rodear el norte de la Sierra de Pie de Palo, hacia el lago intermitente La Salina, pasar por el paraje El Salado -al oeste de la Sierra de Villicum, y finalizar cerca del Dique José Ignacio de la Roza en el Departamento Rivadavia, en la zona oeste del Gran San Juan. Las temperaturas en la región son extremadamente altas y gran parte del terreno es de arena en estado fesh-fesh, similar al barro pero extremadamente volátil. Por otra parte la ruta tiene partes rectilíneas de grava y piedras, que permiten alcanzar altas velocidades. En esta etapa el recorrido total suma 711 kilómetros.
- Coches. MINI, Peugeot, MINI, Peugeot. La etapa fue ganada por el quatarí Nasser Al Attiyah con MINI, superando por cinco minutos al Peugeot del francés Sebastien Loeb, seguido a su vez por el MINI del finlandés Mikko Hirvonen y el Peugeot de Stéphane Peterhansel. En la clasificación general las posiciones de podio seguían igual: Peterhansel con Peugeot cómodamente en la punta, segundo Al Attiyah (+51:55) con MINI y tercero el francés Giniel De Villiers (+1:17:24) con Toyota. En cuarto lugar se acercó Hirvonen (01:22:47), seguido del Toyota del sudafricano Leeroy Poulter (+1:46:36), mientras que el español Nani Roma (+1:54:34) con MINI, superaba al francés Cyril Despres (++1:56:53) con Peugeot.[113][114]

- Motos. La etapa fue ganada por el francés Antoine Méo, con el australiano Toby Price a solo 18 segundos, quien así siguió ampliando su ventaja en la clasificación general. Segundo continuaba el eslovaco Štefan Svitko (+35:23), seguido ahora por Antoine Méo (+43:46), el chileno Pablo Quintanilla (+45:19), el argentino Kevin Benavídes (+57:05) y sexto el portugués Hélder Rodrigues (+1:02:01).[115][116] El portugués Paulo Gonçalves sufrió una caída y abandonó la prueba debido a las lesiones.[117]

- Quads. La etapa fue ganada por argentino Alejandro Patronelli con escasa ventaja sobre el sudafricano Brian Baragwanath y Marcos Patronelli. En la general Marcos Patronelli y Alejandro Patronelli (+00:00:08), siguen en la punta cabeza a cabeza, ahora con Baragwanath en un lejano tercer lugar (+1:41:15), seguido de cerca por el ruso Serguéi Kariakin (+1:51:18) y algo más atrás el argentino Jeremías González Ferioli (+2:02:13). El resto de los competidores se mantenía a más de tres horas del puntero.[118][119]

- Camiones. No hubo cambios sustanciales. La etapa la ganó el ruso Eduard Nikolaev seguido del neerlandés Pieter Versluis, pero las posiciones en la general no cambiaron. El neerlandés Gerard De Rooy al comando de un Iveco siguió cómodo en la vanguardia, a sólo dos días de finalizar el Dakar. En segundo lugar seguía el ruso Airat Mardeev (+01:09:21) con un Kamaz y en tercer lugar el argentino Federico Villagra (+01:45:45) con un Iveco, a quien se acercó el neerlandés Ton Van Genugten (+02:08:42), al mando de otro Iveco. El resto se mantenía a casi tres horas del puntero.[120][121]

### Duodécima etapa

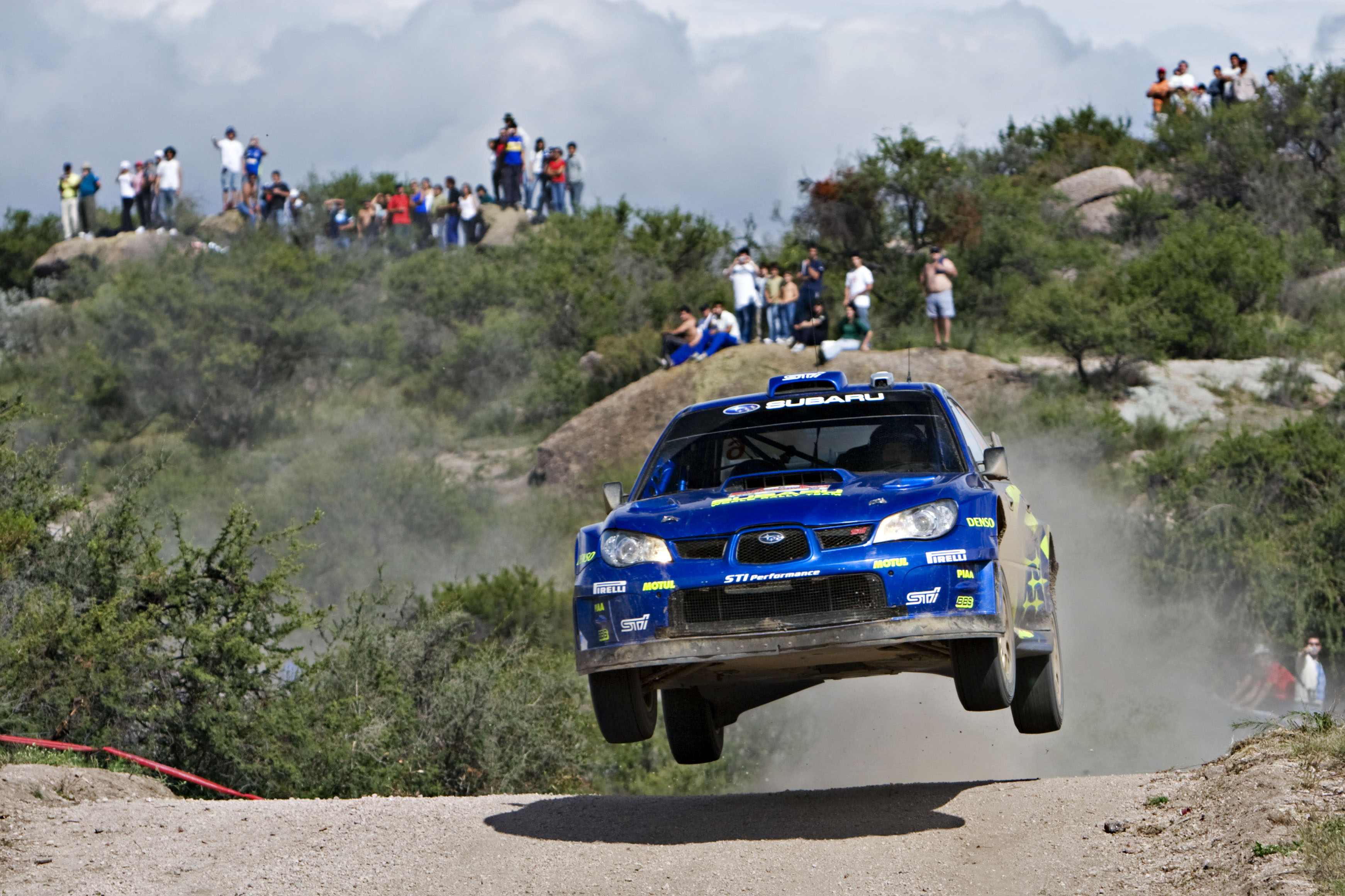
Rally en las Sierras de Córdoba.

Luego de recorrer casi 450 kilómetros de enlace, la largada del recorrido especial (cronometrado) de la etapa 12 fue establecida en la frontera entre las provincias de La Rioja y Córdoba, cerca del cruce de las rutas nacionales RN77 y RN38. El circuito competitivo recorrió longitudinalmente varias veces las Sierras Grandes cordobesas, territorio tradicional del rally argentino. Inicialmente tomó dirección sudoeste, pasando por Ciénaga del Coro hasta el Parque nacional Quebrada del Condorito. Allí realizó su primer giro de 180° hacia el noroeste atravesando la Pampa de Achala (2200 m) en dirección a Los Gigantes, para rotar hacia el noreste hasta la Pampa de Olaén. Allí volvió a realizar un segundo giro de 180° hacia el sur, pasando cerca de El Durazno y Tanti, hasta llegar al Dique Los Molinos. Allí volvió a tomar un giro de 180° hacia el norte, hasta la llegada, pocos kilómetros antes del ingreso a Villa Carlos Paz. El recorrido especial (cronometrado) fue de 481 km, el más largo de toda la competencia, con excepción de los camiones que recorrerán 267 kilómetros. El recorrido total fue de 931 km.
- Coches. En menos de un minuto llegaron los primeros cuatro competidores, con el finlandés Mikko Hirvonen ganándole por menos de un segundo al catarí Nasser Al Attiyah, ambos con MINI. Por su parte los Peugeot de los franceses Cyril Despres y Stéphane Peterhansel quedaron relegados al octavo y noveno lugar. Para la última etapa Peterhansel -el piloto más laureado en la historia del Dakar- quedó primero con una cómoda ventaja de más de cuarenta minutos. Segundo quedó Al Attiyah (+40:59), también con una considerable ventaja sobre Giniel De Villiers (+1:07:16) y Hirvonen (+01:11:42). Bastante más atrás quedaron el sudafricano Leeroy Poulter (+1:36:16), el español Nani Roma (+1:46:38) y francés Cyril Despres (+1:55:05).[124][125]

- Motos. La etapa fue ganada por Hélder Rodrigues con una diferencia de más de cuatro minutos sobre el australiano Toby Price. Así, el portugués subió del sexto al quinto lugar de la general. De este modo Price amplió aún más su cómodo liderazgo sobre el resto. Para la última etapa se abría una lucha a brazo partido por los demás lugares del podio. El eslovaco Štefan Svitko (+37:39) preservó el segundo lugar con una ventaja de casi veinte minutos, mientras que en tercer lugar se ubicó el chileno Pablo Quintanilla (+53:10), seguido de cerca por el argentino Kevin Benavídes (+57:28) apenas una décima de segundo sobre el portugués Hélder Rodrigues (+57:29) y algo más atrás el francés Antoine Méo (+01:14:50).[126][127]

- Quads. La etapa fue ganada por el argentino Marcos Patronelli, con apenas 9 décimas de segundo sobre el boliviano Walter Nosiglia. Con este resultado los hermanos Patronelli se preparaban para enfrentar la última etapa con una cómoda ventaja sobre el resto, disputándose entre ellos el primer lugar, con Marcos como líder a cuatro minutos de Alejandro Patronelli (+04:23). En la lucha por el tercer puesto se alinearon el ruso Serguéi Kariakin (+1:52:07), el sudafricano Brian Baragwanath (+1:57:30) y el argentino Jeremías González Ferioli (+2:06:00). El resto de los competidores se mantenía a más de tres horas del puntero.[128][129]

- Camiones. No hubo cambios sustanciales en la general. La etapa la ganó el neerlandés Pieter Versluis. Enfrentando la etapa final quedó primero el neerlandés Gerard De Rooy al comando de un Iveco, con más de una hora de ventaja. En segundo lugar quedó el ruso Airat Mardeev (+01:13:10) con un Kamaz, con treinta minutos de ventaja sobre su seguidor. En tercer lugar se ubicó el argentino Federico Villagra (+01:43:35) con un Iveco, también con más de treinta minutos de ventaja sobre su seguidor. Detrás se ubicaron el neerlandés Ton Van Genugten (+02:17:10), al mando de otro Iveco y el neerlandés Hans Stacey (+02:28:57) con un MAN. El resto se mantenía a casi cuatro horas del puntero.[130][131]

### Última etapa

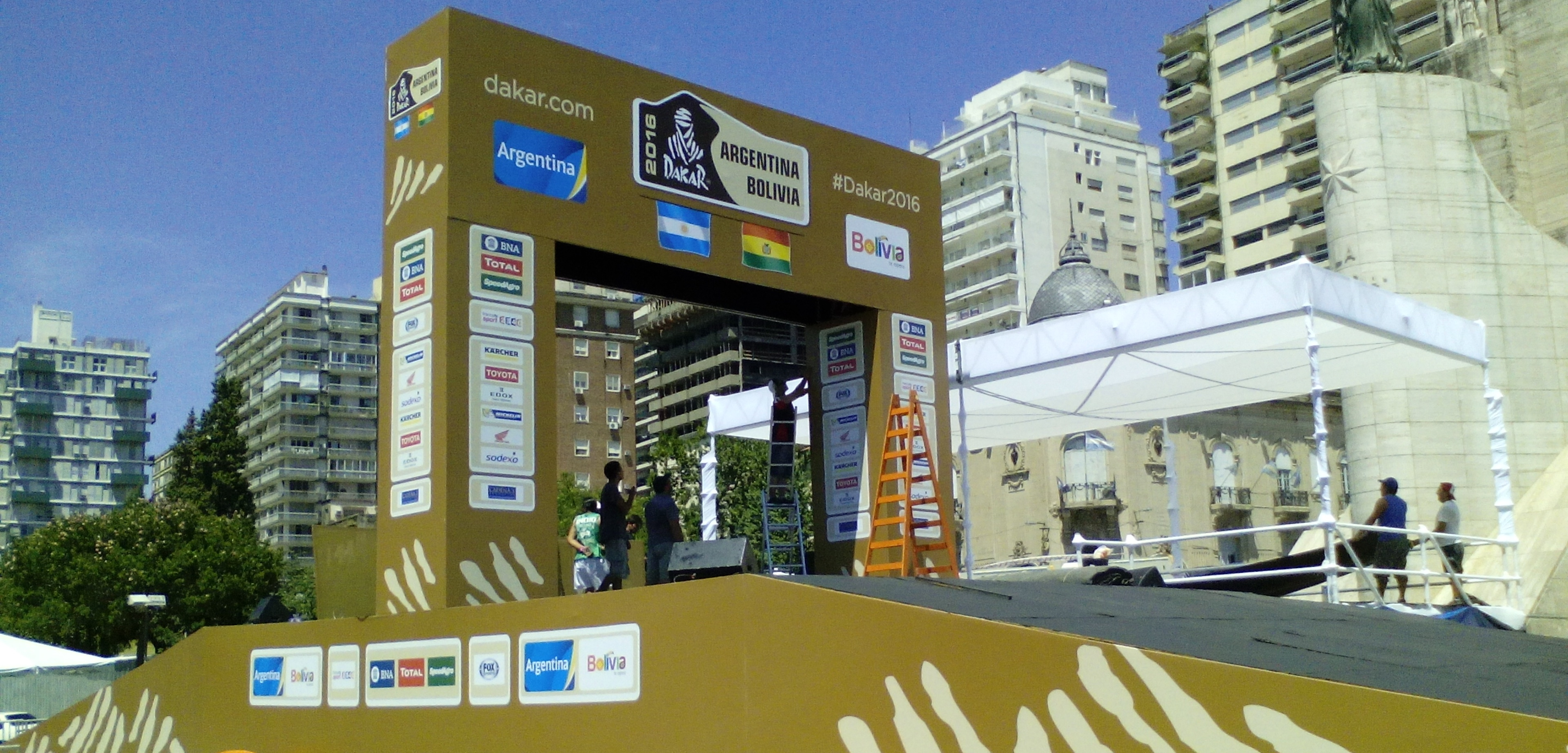
Rampa de llegada a Rosario y podio del Dakar 2016.

La última etapa fue diseñada con un recorrido especial (cronometrado) de 180 kilómetros desde el borde del Embalse de Río Tercero hasta la localidad de Las Higueras, siempre en territorio cordobés. Se trata de un circuito sinuoso, con algunas zonas rápidas, a través de superficies de arena, tierra y pedregullo. Finalizada la etapa competitiva, los vehículos marcharon 194 kilómetros, pasando por Villa María, Bell Ville, Marcos Juárez, Armstrong y Cañada de Gómez hasta llegar a Rosario, donde finalizó la competencia y se realizó la premiación.
- Coches. La etapa final no trajo sorpresas. Sebastien Loeb ganó la etapa, pero las posiciones finales principales no variaron. El campeón fue una vez más el francés Stéphane Peterhansel con Peugeot, obteniendo su sexto Dakar en coches (2004, 2005, 2007, 2012, 2013, 2016) y su 13º título en total. Los otros dos lugares del podio los obtuvieron al catarí Nasser Al Attiyah (+34:58) con MINI y el francés Giniel De Villiers (+1:02:47) con Toyota.[133][134]

- Motos. La etapa final fue dominada por las motos que luchaban por el tercer lugar en el podio (Quintanilla, Benavídes y Rodrigues). El campeón del Dákar fue el australiano Toby Price con KTM, luego de haber salido tercero en 2015. Segundo salió el eslovaco Štefan Svitko (+39:41), también con KTM. Tercero fue el chileno Pablo Quintanilla (+48:48), con  Husqvarna.[135][136]

- Quads. La etapa fue ganada por el sudafricano Baragwanath, quién logró así desplazar al ruso Kariakin del tercer lugar en el podio final, con los hermanos Patronelli regulando para mantener su ventaja, manteniéndose siempre adelante Marcos. El campeón del Dakar fue el argentino Marcos Patronelli, alcanzando así su tercer Dakar (2010, 2013 y 2016). El segundo lugar fue para el también argentino Alejandro Patronelli (+05:23). El tercer lugar fue para el sudafricano Brian Baragwanath (+1:41:53). Los cinco primeros lugares fueron ganados por competidores que utilizaron cuatriciclos Yamaha.[137][138]

- Camiones. La etapa final ganada por Hans Stacey no trajo cambios en el podio final. El campeón del Dákar fue el neerlandés Gerard De Rooy al comando de un Iveco, ganando así su segundo Dákar (2012 y 2016). El segundo lugar fue ganado por el ruso Airat Mardeev (+01:10:27) con un Kamaz. El tercer puesto lo obtuvo el argentino Federico Villagra (+01:40:55) con un Iveco.[139][140]

## Resultados de etapas

### Motos
| Etapa | Ganador de la etapa | Líder en la general |
| ----- | ------------------- | ------------------- |
| P     | Joan Barreda Bort   | (*)                 |
| 1     | Etapa cancelada     | Etapa cancelada     |
| 2     | Toby Price          | Toby Price          |
| 3     | Kevin Benavides     | Štefan Svitko       |
| 4     | Paulo Gonçalves     | Paulo Gonçalves     |
| 5     | Toby Price          | Paulo Gonçalves     |
| 6     | Toby Price          | Paulo Gonçalves     |
| 7     | Antoine Méo         | Paulo Gonçalves     |
| 8     | Toby Price          | Toby Price          |
| 9     | Toby Price          | Toby Price          |
| 10    | Štefan Svitko       | Toby Price          |
| 11    | Antoine Méo         | Toby Price          |
| 12    | Hélder Rodrigues    | Toby Price          |
| 13    | Pablo Quintanilla   | Toby Price          |

### Cuatrimotos
| Etapa | Ganador de la etapa  | Líder en la general  |
| ----- | -------------------- | -------------------- |
| P     | Ignacio Casale       | (*)                  |
| 1     | Etapa cancelada      | Etapa cancelada      |
| 2     | Ignacio Casale       | Ignacio Casale       |
| 3     | Brian Baragwanath    | Ignacio Casale       |
| 4     | Alexis Hernández     | Ignacio Casale       |
| 5     | Alexis Hernández     | Serguéi Kariakin     |
| 6     | Marcos Patronelli    | Alejandro Patronelli |
| 7     | Lucas Bonetto        | Alejandro Patronelli |
| 8     | Marcos Patronelli    | Marcos Patronelli    |
| 9     | Pablo Copetti        | Marcos Patronelli    |
| 10    | Brian Baragwanath    | Marcos Patronelli    |
| 11    | Alejandro Patronelli | Marcos Patronelli    |
| 12    | Marcos Patronelli    | Marcos Patronelli    |
| 13    | Brian Baragwanath    | Marcos Patronelli    |

### Coches
| Etapa | Ganador de la etapa                    | Líder en la general                    |
| ----- | -------------------------------------- | -------------------------------------- |
| P     | Bernhard ten Brinke Tom Colsoul        | (*)                                    |
| 1     | Etapa cancelada                        | Etapa cancelada                        |
| 2     | Sébastien Loeb Daniel Elena            | Sébastien Loeb Daniel Elena            |
| 3     | Sébastien Loeb Daniel Elena            | Sébastien Loeb Daniel Elena            |
| 4     | Stéphane Peterhansel Jean-Paul Cottret | Sébastien Loeb Daniel Elena            |
| 5     | Sébastien Loeb Daniel Elena            | Sébastien Loeb Daniel Elena            |
| 6     | Stéphane Peterhansel Jean-Paul Cottret | Stéphane Peterhansel Jean-Paul Cottret |
| 7     | Carlos Sainz Lucas Cruz                | Sébastien Loeb Daniel Elena            |
| 8     | Nasser Al Attiyah Matthieu Baumel      | Stéphane Peterhansel Jean-Paul Cottret |
| 9     | Carlos Sainz Lucas Cruz                | Carlos Sainz Lucas Cruz                |
| 10    | Stéphane Peterhansel Jean-Paul Cottret | Stéphane Peterhansel Jean-Paul Cottret |
| 11    | Nasser Al Attiyah Matthieu Baumel      | Stéphane Peterhansel Jean-Paul Cottret |
| 12    | Mikko Hirvonen Michel Perin            | Stéphane Peterhansel Jean-Paul Cottret |
| 13    | Sébastien Loeb Daniel Elena            | Stéphane Peterhansel Jean-Paul Cottret |

### Camiones
| Etapa | Ganador de la etapa                                | Líder en la general                                |
| ----- | -------------------------------------------------- | -------------------------------------------------- |
| P     | Prólogo neutralizado                               | Prólogo neutralizado                               |
| 1     | Etapa cancelada                                    | Etapa cancelada                                    |
| 2     | Hans Stacey Serge Bruynkens Jan van der Vaet       | Hans Stacey Serge Bruynkens Jan van der Vaet       |
| 3     | Martin Kolomy David Kilián René Kilián             | Hans Stacey Serge Bruynkens Jan van der Vaet       |
| 4     | Gérard De Rooy Darek Rodewald Moisès Torrallardona | Peter Versluis Marcel Pronk Artur Klein            |
| 5     | Eduard Nikolaev Evgeny Yakovlev Vladimir Rybakov   | Federico Villagra Jorge Perez Companc Andres Memi  |
| 6     | Hans Stacey Serge Bruynkens Jan van der Vaet       | Hans Stacey Serge Bruynkens Jan van der Vaet       |
| 7     | Eduard Nikolaev Evgeny Yakovlev Vladimir Rybakov   | Peter Versluis Marcel Pronk Artur Klein            |
| 8     | Gérard De Rooy Darek Rodewald Moisès Torrallardona | Gérard De Rooy Darek Rodewald Moisès Torrallardona |
| 9     | Gérard De Rooy Darek Rodewald Moisès Torrallardona | Gérard De Rooy Darek Rodewald Moisès Torrallardona |
| 10    | Pascal De Baar Martin Roesink Wouter de Graaff     | Gérard De Rooy Darek Rodewald Moisès Torrallardona |
| 11    | Eduard Nikolaev Evgeny Yakovlev Vladimir Rybakov   | Gérard De Rooy Darek Rodewald Moisès Torrallardona |
| 12    | Peter Versluis Marcel Pronk Artur Klein            | Gérard De Rooy Darek Rodewald Moisès Torrallardona |
| 13    | Hans Stacey Serge Bruynkens Jan van der Vaet       | Gérard De Rooy Darek Rodewald Moisès Torrallardona |

(*) Los tiempos de la etapa prólogo solo deteminaron el orden de salida de la Etapa 1. Por tanto, no se contabilizaron para la clasificación general.

## Clasificaciones finales
- Diez primeros clasificados en cada una de las cuatro categorías en competencia.

### Motocicletas
| Rank. | Piloto              | Marca     | Tiempo   | Diferencia |
| ----- | ------------------- | --------- | -------- | ---------- |
| 1     | Toby Price          | KTM       | 48:09:15 | -----      |
| 2     | Štefan Svitko       | KTM       | 48:48:56 | + 39:41    |
| 3     | Pablo Quintanilla   | Husqvarna | 48:58:03 | + 48:48    |
| 4     | Kevin Benavídes     | Honda     | 49:04:02 | + 54:47    |
| 5     | Hélder Rodrigues    | Yamaha    | 49:04:59 | + 55:44    |
| 6     | Adrien van Beveren  | Yamaha    | 49:55:44 | + 1:46:29  |
| 7     | Antoine Méo         | KTM       | 50:06:02 | + 1:56:47  |
| 8     | Gerard Farrés Guell | KTM       | 50:10:15 | + 2:01:00  |
| 9     | Ricky Brabec        | Honda     | 50:20:42 | + 2:11:27  |
| 10    | Armand Monleón      | KTM       | 51:37:04 | + 3:27:49  |

### Cuatriciclos
| Rank. | Piloto                    | Marca  | Tiempo   | Diferencia |
| ----- | ------------------------- | ------ | -------- | ---------- |
| 1     | Marcos Patronelli         | Yamaha | 58:47:41 | -----      |
| 2     | Alejandro Patronelli      | Yamaha | 58:53:04 | + 5:23     |
| 3     | Brian Baragwanath         | Yamaha | 60:29:34 | + 1:41:53  |
| 4     | Serguéi Kariakin          | Yamaha | 60:32:06 | + 1:44:25  |
| 5     | Jeremías González Ferioli | Yamaha | 60:49:49 | + 2:02:08  |
| 6     | Nelson Sanabria Galeano   | Yamaha | 63:05:40 | + 4:17:59  |
| 7     | Walter Nosiglia           | Honda  | 63:13:51 | + 4:26:10  |
| 8     | Alexis Hernández          | Yamaha | 65:21:25 | + 6:33:44  |
| 9     | Sebastián Palma           | Honda  | 67:03:14 | + 8:15:33  |
| 10    | Santiago Hansen           | Honda  | 67:29:04 | + 8:41:23  |

### Autos
| Rank. | Piloto               | Copiloto            | Marca   | Tiempo   | Diferencia |
| ----- | -------------------- | ------------------- | ------- | -------- | ---------- |
| 1     | Stéphane Peterhansel | Jean-Paul Cottret   | Peugeot | 45:22:10 | -----      |
| 2     | Nasser Al Attiyah    | Matthieu Baumel     | MINI    | 45:57:08 | + 34:58    |
| 3     | Giniel De Villiers   | Dirk Von Zitzewitz  | Toyota  | 46:24:57 | + 1:02:47  |
| 4     | Mikko Hirvonen       | Michel Perín        | MINI    | 46:27:28 | + 1:05:18  |
| 5     | Leeroy Poulter       | Robert Howie        | Toyota  | 46:52:53 | + 1:30:43  |
| 6     | Nani Roma            | Alex Haro Bravo     | MINI    | 47:03:16 | + 1:41:06  |
| 7     | Cyril Despres        | David Castera       | Peugeot | 47:15:14 | + 1:53:04  |
| 8     | Vladiir Vasilyev     | Konstantin Zhiltsov | Toyota  | 47:23:55 | + 2:01:45  |
| 9     | Sébastien Loeb       | Daniel Elena        | Peugeot | 47:44:19 | + 2:22:09  |
| 10    | Harry Hunt           | Andreas Schulz      | MINI    | 48:33:40 | + 3:11:30  |

### Camiones
| Rank. | Piloto            | Copilotos                            | Marca          | Tiempo   | Diferencia |
| ----- | ----------------- | ------------------------------------ | -------------- | -------- | ---------- |
| 1     | Gérard De Rooy    | Moisés Torrallardona Darek Rodewald  | Iveco          | 44:42:03 | ----       |
| 2     | Airat Mardeev     | Aydar Belyaev Dmitriy Svistunov      | Kamaz          | 45:52:30 | + 1:10:27  |
| 3     | Federico Villagra | Jorge Pérez Companc Andrés Memi      | Iveco          | 46:22:58 | + 1:40:55  |
| 4     | Hans Stacey       | Serge Bruykens Jan van der Vaet      | MAN            | 47:05:04 | + 2:23:01  |
| 5     | Ton van Genugten  | Anton van Limpt Peter van Eerd       | Iveco          | 47:13:02 | + 2:30:59  |
| 6     | Pascal De Baar    | Martin Roesink Wouter de Graaff      | Renault Trucks | 47:46:10 | + 3:04:07  |
| 7     | Eduard Nikolaev   | Evgeny Yakovlev Vladimir Rybakov     | Kamaz          | 48:21:26 | + 3:39:23  |
| 8     | Jaroslav Valtr    | Josef Kalina Jiri Stross             | Tatra          | 48:36:33 | + 3:54:30  |
| 9     | Pieter Versluis   | Marcel Pronk Artur Klein             | MAN            | 48:39:55 | + 3:57:52  |
| 10    | Pep Vila Roca     | Xavi Colomé Roqueta Marc Torres Sala | Iveco          | 49:37:07 | + 4:55:04  |